# Dones a Mèxic
L'estatus de les dones a Mèxic ha canviat significativament amb el pas del temps. Fins al segle xx, Mèxic era un país aclaparadorament rural, amb la condició de dona rural definida en el context de la família i la comunitat local. Amb la urbanització començada al segle xvi, després de la conquesta espanyola de l'imperi asteca, les ciutats han proporcionat oportunitats econòmiques i socials que no eren possibles als pobles rurals. L'Església catòlica a Mèxic ha modelat les actituds socials sobre el paper social de les dones, emfatitzant el paper de les dones com a cuidadores de la família, amb la Mare de Déu com a model. El marianismo ha estat un ideal, amb el paper de les dones en la família sota l'autoritat dels homes. Al segle xx, les dones mexicanes van fer grans avenços cap a un estatus legal i social més igualitari. El 1953, a les dones de Mèxic se les va concedir el dret de vot a les eleccions nacionals.
Les dones urbanes de Mèxic treballaven a fàbriques, les primeres eren les fàbriques de tabac establertes a les principals ciutats mexicanes com a part del lucratiu monopoli del tabac. Les dones dirigien diverses empreses a l'època colonial, i les vídues d’empresaris d’elit continuaven dirigint l'empresa familiar. En els períodes prehispànic i colonial, les dones que no eren d’elit venien a petita escala als mercats. A finals del segle xix, com Mèxic permetia la inversió estrangera en empreses industrials, les dones van trobar més oportunitats per treballar fora de casa. Ara es pot veure a les dones treballant a fàbriques, carros portàtils d’aliments i posseint el seu propi negoci. «El 1910, les dones representaven el 14% de la força de treball, el 2008 eren el 38%».
Les dones mexicanes s'enfronten a la discriminació i, de vegades, a l'assetjament dels homes que exerceixen el masclisme contra elles. Tot i que les dones a Mèxic estan fent grans avenços, s'enfronten a l'esperança tradicional de ser les caps de família. La investigadora Margarita Valdés va assenyalar que, tot i que hi ha poques desigualtats imposades per la llei o la política a Mèxic, les desigualtats de gènere perpetuades per les estructures socials i les expectatives culturals mexicanes limiten les capacitats de les dones mexicanes.
Des del 2014, Mèxic té la 16a taxa de feminicidis més alta del món.

## Història

### Les societats precolombines

#### Els maies
La civilització maia es va establir inicialment durant el període preclàssic (cap al 2000 aC fins al 250 dC). Segons la cronologia consensuada de Mesoamèrica, moltes ciutats maies van assolir el seu estat de desenvolupament més alt durant el període clàssic (del 250 al 900), i van continuar durant tot el període postclàssic fins a l'arribada dels espanyols el 1519.
Les dones de la societat maia eren limitades pel que fa a l'estatus social, el matrimoni i l'herència. En totes les societats precolombines, el matrimoni era l'estat ideal per a les dones més enllà de l'edat de pubertat. Les dones nobles sovint es casaven amb els governants dels regnes veïns, creant així aliances dinàstiques.

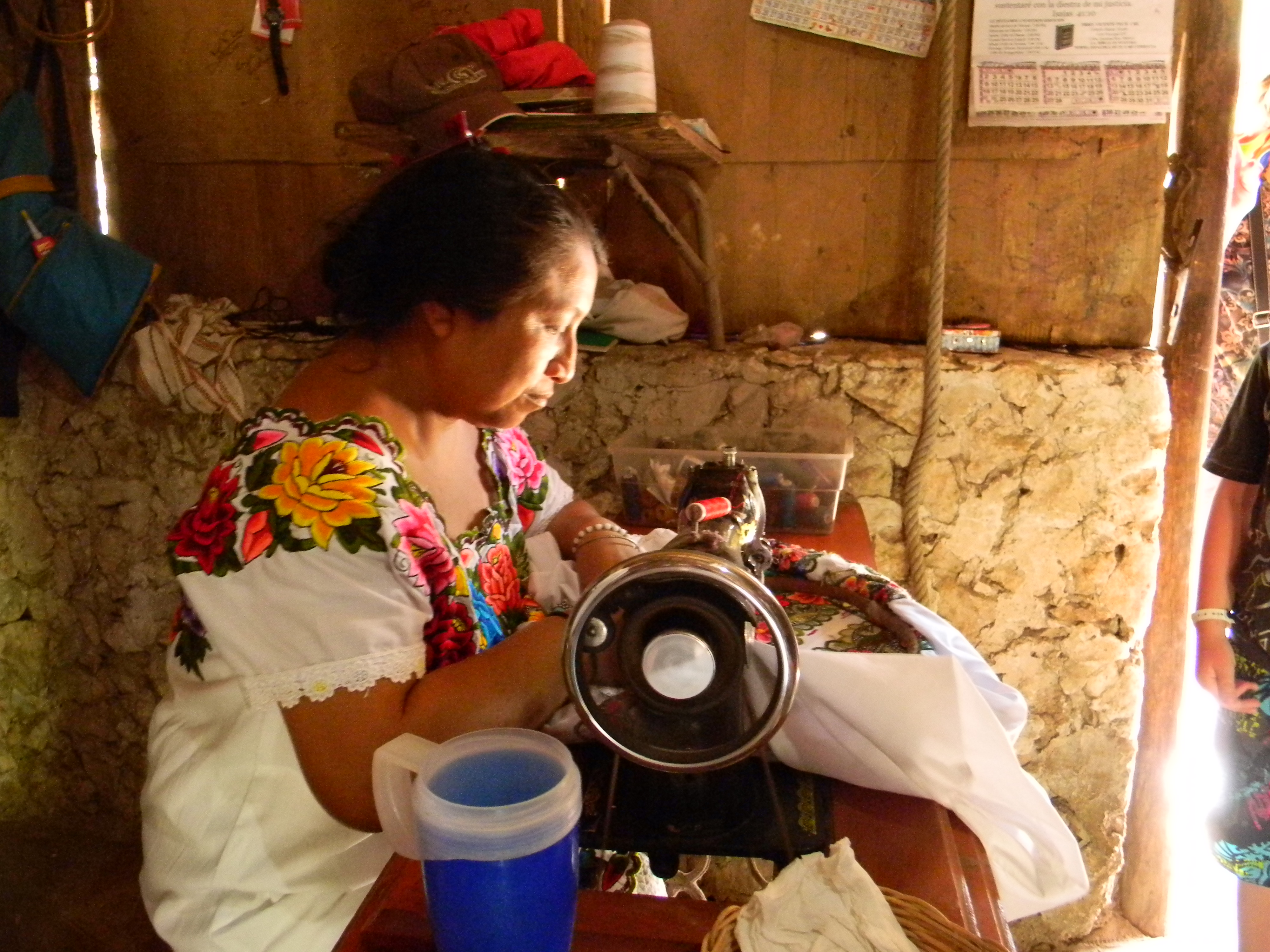
Una dona maia fabricant souvenirs
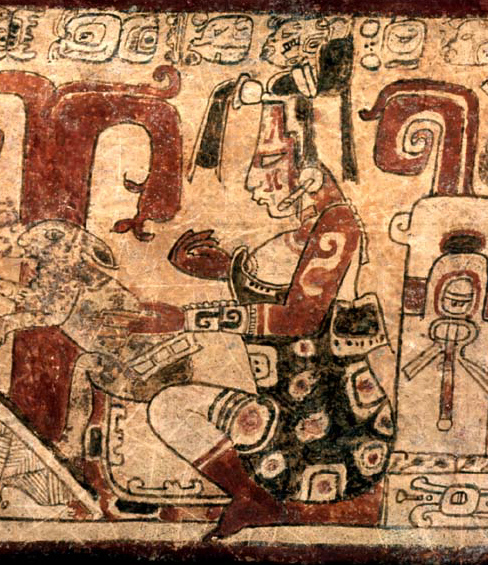
La deessa Lluna amb un conill
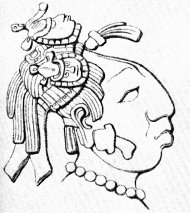
Glif de la Senyora Sak K'uk'
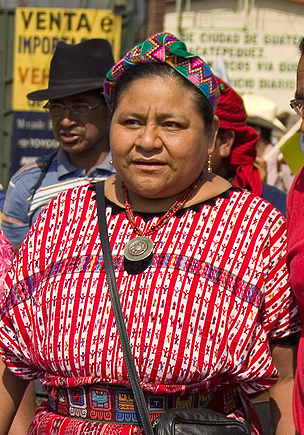
Rigoberta Menchú Tum, Premi Nobel de la Pau (1992), d'origen maia quitxé

Tot i que la majoria d’aquestes dones tenien poques responsabilitats polítiques, eren vitals per al teixit polític de l'Estat. Les dones d'elit tenien un estatus elevat dins de la seva societat i de vegades eren governants de les ciutats estats. Entre les poques dones governants conegudes hi havia Ahpo-Katum de Piedras Negras i Apho-He de Palenque. Tot i que les dones van tenir poca influència política, les dades dels glifs maies inclouen moltes escenes amb una dona participant en diverses activitats públiques i les genealogies ressegueixen el dret dels governants masculins al poder a través de membres femenins de la seva família.
Les dones no podien posseir ni heretar terres. Posseïen el que es podia anomenar «béns de les dones» que incloïen objectes de la llar, animals domèstics, ruscs i la seva pròpia roba. Les dones podien llegar la seva propietat, però era específica per al seu sexe i normalment no tenia gaire valor.

#### Els asteques
La paraula «asteca» fa referència a determinats grups ètnics del centre de Mèxic, en particular aquells grups que parlaven la llengua nàhuatl i que van dominar grans parts de Mesoamèrica des del 1300 fins al 1500. Les dones de la societat asteca van ser preparades des del naixement per a ser esposes i mares, i per a produir béns tributaris que cada família devia. A cada noia se li van donar petits fusos i llançadores per simbolitzar el seu paper futur en la producció domèstica. El seu cordó umbilical era enterrat a prop de la xemeneia de casa amb l'esperança que fos una bona cuidadora de la llar.

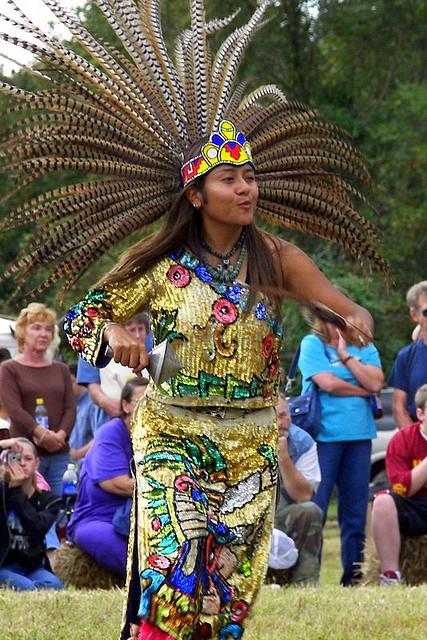
Una dona que realitza una recreació del tradicional ball del foc asteca
Vestimenta femenina habitual dels pobles Nahua en general a l’època prehispànica
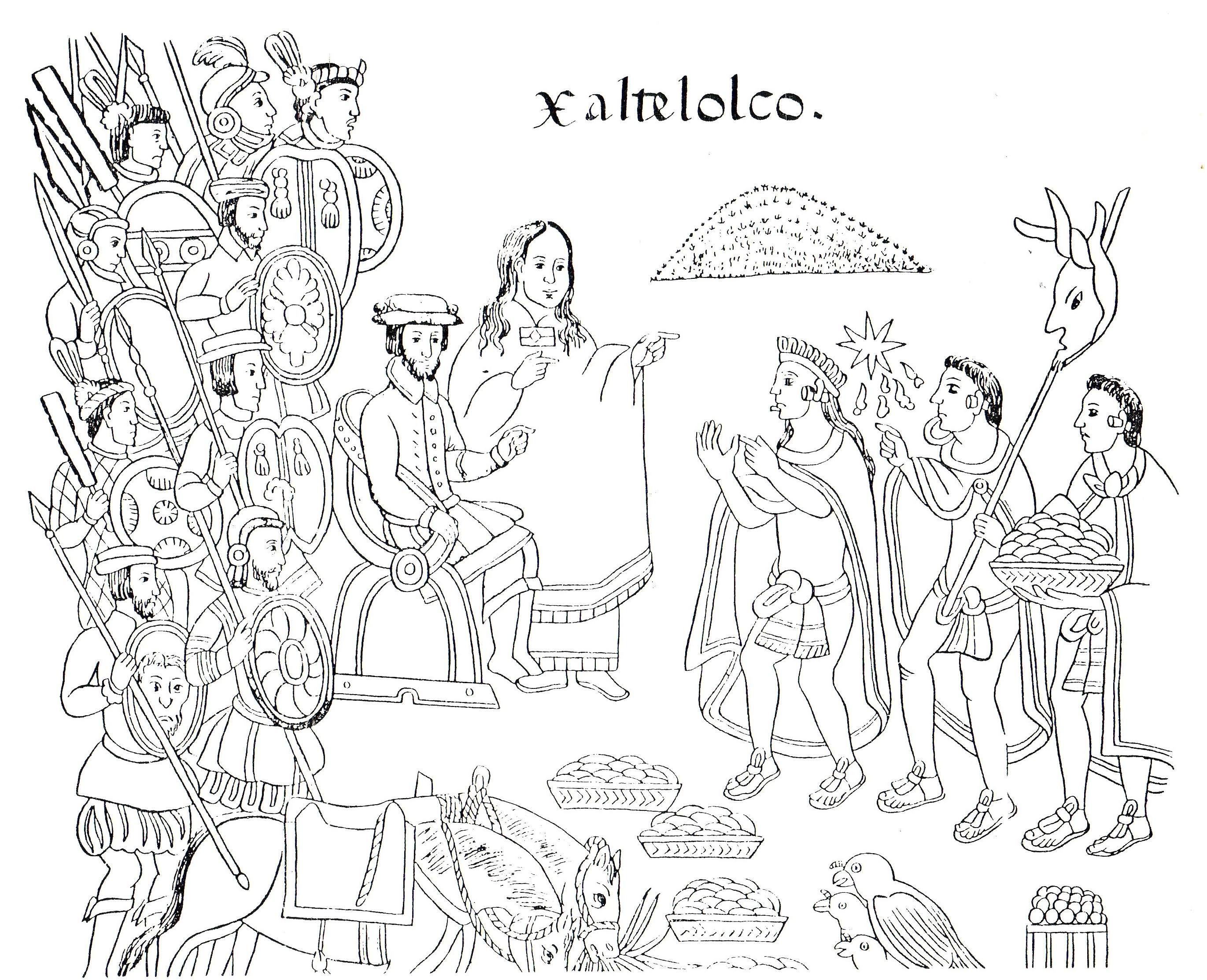
Malintzin fent de traductora per a Hernán Cortés. Llenç de Tlaxcala

En créixer, s'esperava que les noies solteres fossin verges i estiguessin acompanyades per a garantir que la seva virginitat es mantingués intacta fins al matrimoni. Les noies es casaven poc després d’arribar a la pubertat, ja que el matrimoni era l'estat ideal per a les dones asteques. S'estima que fins al 95% de les dones indígenes estaven casades. S'esperava que les parelles continuessin juntes, tot i que la societat asteca va reconèixer el divorci, i cada parella conservava les seves propietats després del divorci.
De manera similar a la societat maia, les nobles asteques tenien poca opció en el seu matrimoni, ja que era qüestió de política estatal crear aliances. Pel que fa a l'herència i els drets de propietat, les dones asteques eren severament limitades. Tot i que es permetia a les dones heretar béns, els seus drets sobre ells eren només drets d’ús. Les dones eren lliures de llegar o vendre els béns que rebien durant la seva infància.

### La conquesta espanyola

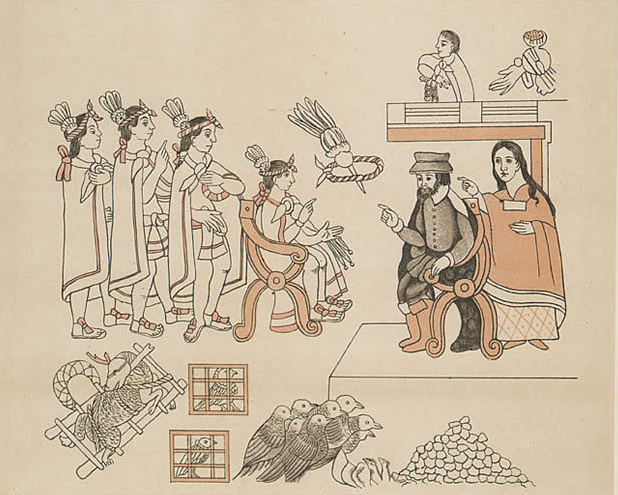
Hernán Cortés i Malintzin parlant amb Moctezuma II en Tenochtitlan, 8 de novembre de 1519

Quan els conquistadors espanyols van arribar a Mèxic, van necessitar ajuda per conquerir el territori. Tot i que sovint es passen per alt en la història de la conquesta, les dones de manera individual van facilitar la derrota del poderós imperi asteca. Les dones tenien coneixement de la terra i de la llengua local. Una de les dones més notables que va ajudar a Hernán Cortés durant el període de conquesta de Mèxic va ser Malintzin (també coneguda amb els noms Malinche i Donya Marina), que coneixia tant el nàhuatl com el maia i, més tard, va aprendre el castellà.
Nascuda com a nahua o asteca, Malintzin va ser venuda com a esclava pel seu propi poble als maies i finalment va ser lliurada a Cortés com a pagament d'homenatge. Per a Cortés, Malintzin va ser un valuós actiu a l’hora d’enderrocar l’imperi asteca amb seu a Tenochtitlán (actual Ciutat de Mèxic) i sempre se la va veure al seu costat, fins i tot durant les batalles contra els asteques i els maies.
Malintzin es va convertir en la traductora i la mestressa d’Hernán Cortés. Per útil que Malintzin fos útil per a Cortés, era reticent a donar crèdit a Malintzin, referint-se a ella com «la meva intèrpret, la qual és una dona índia». Durant la conquesta es veia a les dones com a objectes que els homes podien explotar per a obtenir una posició superior a la societat. Malintzin es considerava un botí de conquesta per als homes que l'envoltaven i originalment es tenia la intenció d'utilitzar-la per a complaure sexualment als soldats.
Igual que Malintzin, es van oferir moltes dones als conqueridors com a ofrena, perquè ambdues cultures consideraven les dones com a objectes per a oferir als altres. Com que poques dones viatjaven al Nou Món, les dones autòctones eren considerades un tresor que calia cristianitzar. Es creu que hi havia motius posteriors en la cristianització de les persones indígenes, especialment les dones. Els conqueridors van cristianitzar ràpidament les dones i les van repartir entre ells.

### El període colonial
La divisió de classes socials era essencial, i aquestes divisions s'expressaven a través del vestit que portaven els individus. Les dones d’elit i de classe alta es podien permetre els teixits cars importats d’Espanya. A causa del fort sistema de jerarquia racial, conegut com a sistema de castes, les dones tendien a vestir-se d’acord amb el seu nivell de riquesa i estatus racial. La jerarquia racial va dividir la societat en primer lloc mitjançant la separació de la República de Españoles, que era l’àmbit hispànic que englobava els espanyols (españoles), tant d'origen peninsular com americà; mestizos (barreja d'espanyol i indi); mulatos (barreja de negre i espanyol); negros (africans); i descendència d'altres aparellaments de races mixtes. Independentment de l'estatus social de les dones índies, es vestien d'acord amb els costums indis. Les dones riques podien comprar materials cars per a la roba.
La importància concedida a la classe social va fer que la puresa de la sang es convertís en un factor pel que fa al matrimoni. Les dones es van veure afectades per aquestes polítiques, ja que tant els homes com les dones havien de presentar documents que acreditessin la seva puresa sanguínia. Els homes europeus van buscar dones mexicanes d’elit per casar-se i tenir fills, per tal de conservar o obtenir un estatus més alt a la societat. Els problemes que es van produir en proporcionar documentació sobre la puresa de la sang són que els homes van ser cridats com a testimonis. Les dones poques vegades eren capaces de defensar la seva puresa i havien de confiar en homes de la comunitat.

El Virregnat de Nova Espanya en la seva màxima extensió (1794), després de la incorporació de la Louisiana (1764-1803) i abans de la cessió dels territoris de Nutka, Mississipi i Santo Domingo (1795)
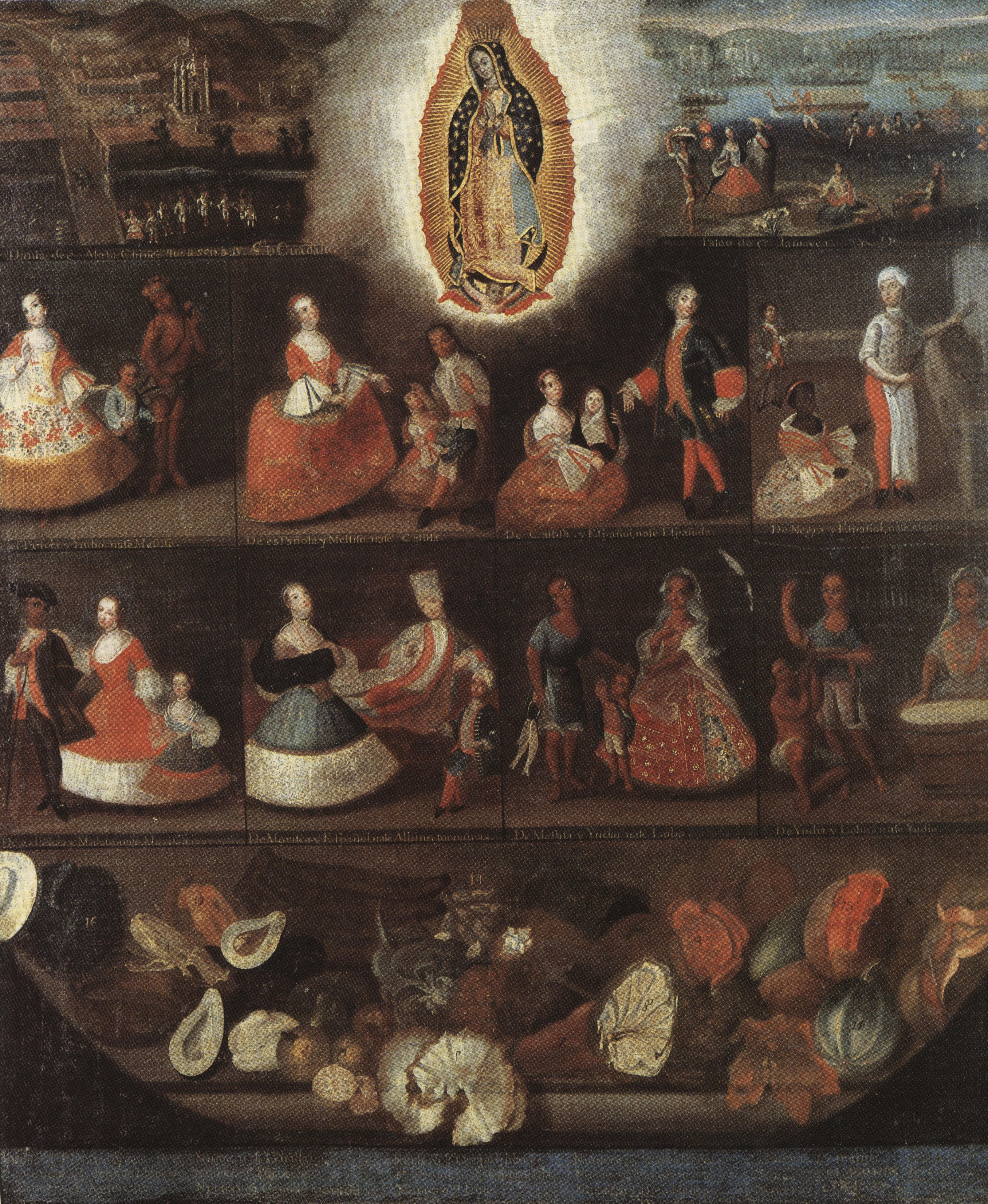
El sistema de castes racial a la Nova Espanya. Verge de Guadalupe i castes, de Luis de Mena, 1750
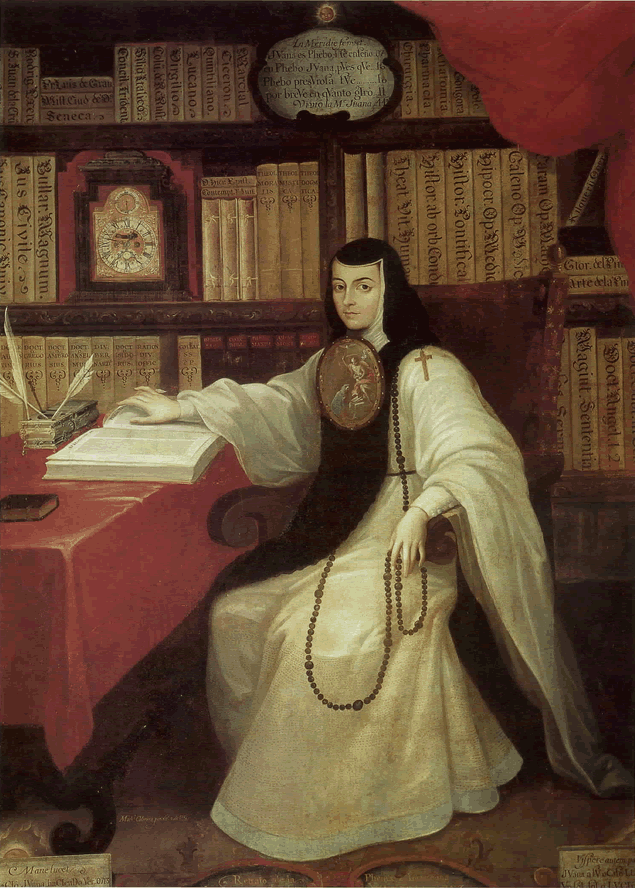
Sor Juana Inés de la Cruz, de Miguel Cabrera, c. 1750
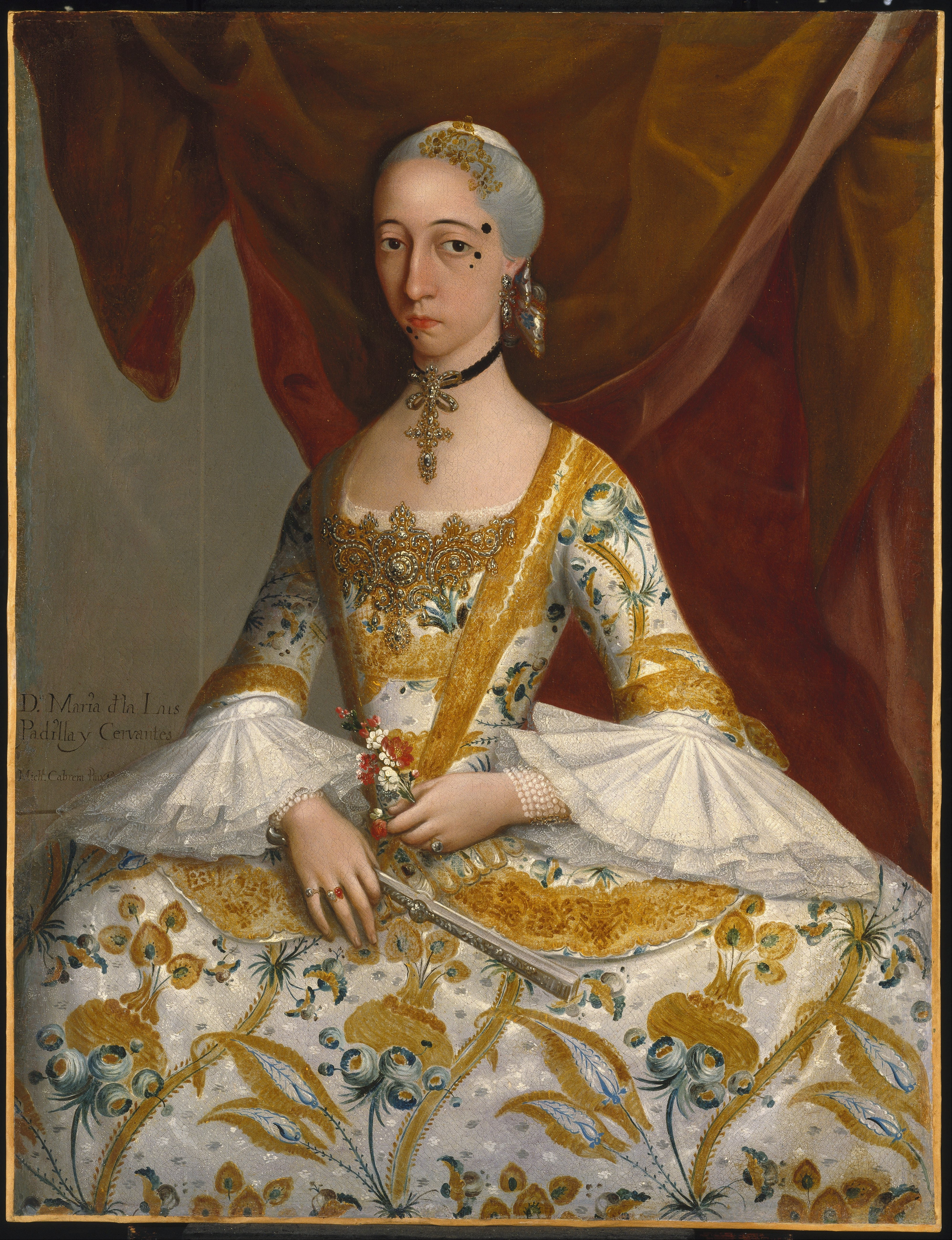
Doña María de la Luz Padilla y Gómez de Cervantes, de Miguel Cabrera, c. 1760. Museu de Brooklyn

Independentment de la classe social, les dones de la Ciutat de Mèxic del segle xviii solen casar-se per primera vegada entre els 17 i els 27 anys, amb una edat mitjana de 20,5 anys. Les dones tendien a casar-se amb individus del mateix grup social que els seus pares.
L'educació per a dones estava envoltada de religió. Les persones creien que les noies havien d’estar prou educades per llegir la Bíblia i els devocionals religiosos, però no se les havia d’ensenyar a escriure. Quan es donava educació a les nenes, vivien en convents i eren instruïdes per a ser monges, amb una educació molt limitada. De totes les dones que van buscar l'entrada al convent de Corpus Christi de la Ciutat de Mèxic, només el 10% de les dones índies d'elit tenien una educació formal.

### La Guerra d'Independència Mexicana i principis de la república (1810-1850)

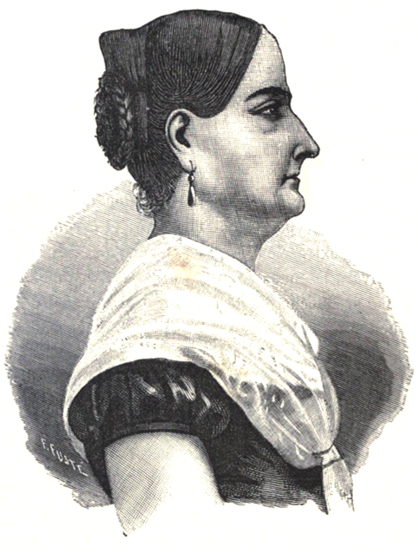
Josefa Ortiz de Domínguez, coneguda com «La Corregidora»

La Guerra d'Independència Mexicana va ser un conflicte armat entre el poble mexicà i Espanya. Va començar amb el Grito de Dolores el 16 de setembre de 1810, i va acabar oficialment el 27 de setembre de 1821 quan el domini espanyol es va esfondrar i l'Exèrcit de les Tres Garanties va marxar cap a la Ciutat de Mèxic. Les dones van participar en la Guerra d'Independència de Mèxic; la més famosa va ser Josefa Ortiz de Domínguez, coneguda a la història de Mèxic com «La Corregidora». Les seves despulles van ser traslladades al Monument a la Independència de Ciutat de Mèxic; hi ha estàtues d'ella en honor seu, i la seva cara ha aparegut a la moneda mexicana. Altres dones distingides de l’època són Gertrudis Bocanegra, María Luisa Martínez de García Rojas, Manuela Medina, Rita Pérez de Moreno, Maria Fermina Rivera, María Ignacia Rodríguez de Velasco, Osorio Barba (coneguda com la «Güera Rodríguez»), i Leona Vicario.
Després de la independència, algunes dones de Zacatecas van plantejar la qüestió de la ciutadania de les dones. Van sol·licitar-ho, dient que «les dones també desitgem tenir el títol de ciutadana .. veure'ns al cens com La ciudadana». La independència afectava les dones tant de manera positiva com negativa. Abans de la independència, les dones només es permetia actuar com a tutores dels seus fills fins als set anys en cas de viduïtat. Les lleis postindependents permetien que les dones fossin tutores fins a la majoria d’edat dels fills. Les dones van continuar ocupant llocs de servei domèstic, tot i que la inestabilitat econòmica va provocar que moltes llars acabessin acomiadant a les serventes domèstiques.

### Seglexix. La reforma liberal i el Porfiriat (1850-1910)
El liberalisme a Mèxic, com en altres parts del món, va emfatitzar l'educació laica com un camí cap a la igualtat davant la llei. A l’època colonial, les dones europees i mexicanes tenien oportunitats limitades, però amb la creació d’escoles laiques a mitjans del segle xix, les noies tenien més accés a l'educació, mentre que les dones entraven en la professió de mestre. Un bon nombre d'elles es van convertir en defensores dels drets de les dones, van començar a participar en la política, van fundar revistes i diaris, i van assistir a conferències internacionals sobre els drets de les dones. Les mestres formaven part de la nova classe mitjana mexicana, que també incloïa dones treballadores d’oficines del sector privat i del govern. Les dones també es van implicar en la millora general de la societat, inclosa una millor higiene i nutrició. Cap al final del Porfiriat, el període en què el general Porfirio Díaz va governar Mèxic (1876-1910), les dones van començar a pressionar per la igualtat legal i el dret a vot. El sector més gran de la població de Mèxic era rural i indígena o de raça mixta, de manera que el moviment per la igualtat de les dones va ser portat endavant per un sector molt reduït de dones urbanes amb estudis.

### La revolució mexicana i la seva consolidació (1910-1940)
La Revolució Mexicana va començar el 1910 amb una revolta dirigida per Francisco I. Madero contra el règim de llarga durada de Porfirio Díaz. En general, es considera que la fase militar va durar fins al 1920. Molt sovint es passa per alt les dones implicades en la guerra. Tot i que la revolució s'atribueix als homes, és important tenir en compte la dedicació i la participació que van contribuir les dones, igual que els seus homòlegs masculins. Les mestisses pobres i les dones indígenes tenien una forta presència en el conflicte revolucionari, convertint-se en seguidores del camp sovint anomenades soldaderas a Mèxic. Nellie Campobello va ser una de les poques dones que va escriure un relat en primera persona sobre la revolució mexicana, Cartucho.

Molt sovint, aquestes dones seguien l'exèrcit quan un familiar masculí s'unia i proporcionava serveis essencials, com ara preparació d'aliments, atenció als ferits, reparació de roba, enterrament de difunts i recuperació d'objectes del camp de batalla. Les dones implicades en la revolució estaven tan carregades, si no més, que els homes, portant menjar, subministraments de cuina i roba de llit. Moltes soldaderas s'emportaven els seus fills, sovint perquè el seu marit havia ingressat o havia estat reclutat a l'exèrcit. El 1914, un recompte de les forces de Pancho Villa incloïa 4.557 soldats homes, 1.256 soldaderas i 554 nens, molts dels quals eren nadons o nens petits lligats a l'esquena de la seva mare. Moltes dones van agafar armes i es van unir al combat al costat dels homes, sovint quan havia caigut un company, el seu marit o germà.

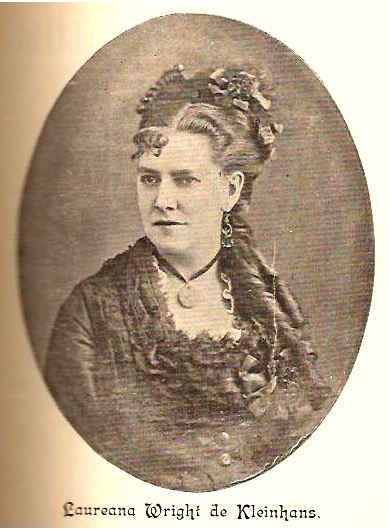
Laureana Wright de Kleinhans, considerada la defensora més brillant i radical de l'emancipació de les dones
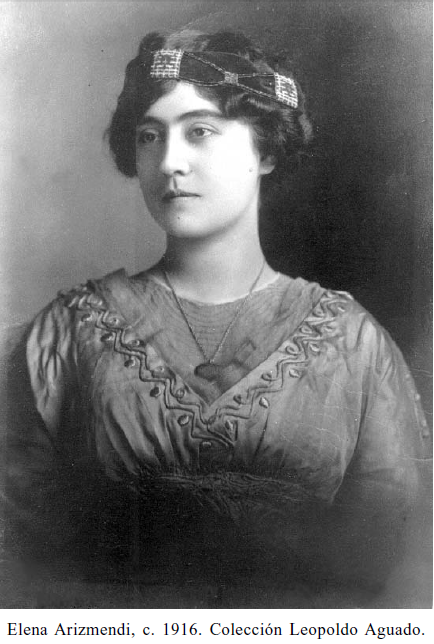
Elena Arizmendi, una feminista mexicana que va establir l'organització de la Creu Blanca Neutral durant la Revolució mexicana
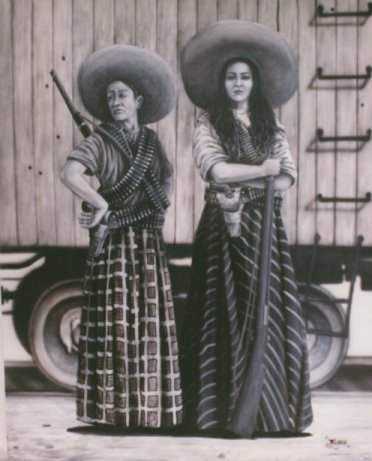
Representació d' «adelitas», o Soldaderas, de la revolució mexicana

També hi va haver molts casos de dones que van lluitar en la revolució disfressades d’homes, però la majoria van tornar a la seva identitat femenina un cop finalitzat el conflicte. Els impactes duradors de la revolució s'han demostrat, en el millor dels casos, barrejats. La revolució va prometre reformes i majors drets per a les dones en una o altra mesura, però no es van complir les seves promeses. Milers de dones van lluitar en les batalles i van proporcionar els serveis necessaris als exèrcits, tot i que les seves contribucions han estat oblidades i considerades com a merament de suport.
A finals del segle xix, a Mèxic hi havia hagut agitació pel sufragi femení, i Francisco Madero i Venustiano Carranza eren simpatitzants de les qüestions de les dones, amb secretàries privades que influïen en el seu pensament al respecte. La secretària de Carranza, Hermila Galindo, era una important activista feminista que, en col·laboració amb altres dones, va fundar una revista feminista La Mujer Moderna, que es va començar a editar el 1919, però que fins aleshores defensava els drets de les dones. La feminista mexicana Andrea Villarreal va estar agitant activament contra el règim de Díaz al Partit Liberal Mexicà, i va estar relacionada amb La Mujer Moderna, fins que va deixar de publicar-se. Era coneguda com la «Joana d'Arc mexicana», i era una dona representada al The Dinner Party de l'artista estatundenca Judy Chicago.
Carranza va fer canvis en el dret de família amb conseqüències duradores. El desembre de 1914 va dictar un decret que permetia el divorci en determinades circumstàncies. El seu decret inicial es va ampliar quan es va convertir en president el 1916, que a més del divorci «donava a les dones el dret a la pensió alimentària i a la gestió de la propietat i altres drets similars».
Amb la victòria de la facció Constitucionalista a la Revolució, es va elaborar una nova constitució el 1917. Era un document social avançat per molts motius, que consagrava els drets laborals, donava poder a l'Estat per expropiar els recursos naturals i ampliava el paper de l'estat secular, però no concedia el dret de vot a les dones, ja que encara no eren considerades ciutadanes.
Durant la presidència de Lázaro Cárdenas (1934-1940), es va aprovar la legislació per donar dret a vot a les dones, però no es va aplicar. Havia fet campanya per una «promesa de reformar la constitució per atorgar la igualtat de drets». Les dones no van assolir el dret a vot fins al 1953.

## Les dones en les professions

### Dones polítiques
Tot i que les dones constitueixen la meitat de la població mexicana, generalment estan absentes als rangs més alts de poder polític. No van assolir el vot a nivell nacional fins al 1953.
No obstant això, el president Porfirio Díaz es va casar amb Carmen Romero Rubio, la filla jove d’un dels seus ministres del gabinet, Manuel Romero Rubio; va ser una influent Primera Dama de Mèxic durant la seva llarga presidència (1881-1911). Algunes primeres dames posteriors van assumir papers més visibles en la política. L'esposa del president Vicente Fox (2000-2006), Marta Sahagún va ser membre actiu del Partit Acció Nacional, i es va convertir en l'esposa de Fox després d'haver estat el seu portaveu. Sahagún va ser criticada per les seves ambicions polítiques i ha afirmat que ja no les perseguirà. Se la va veure com minava la presidència de Fox.
Una fita política a Mèxic va ser l'elecció de la feminista i socialista Rosa Torre González a l'ajuntament de Mèrida (Yucatán) el 1922, convertint-se en la primera dona elegida per ocupar el càrrec a Mèxic.
L'estat va concedir el vot a les dones poc després de la Revolució Mexicana. Durant la presidència d'Ernesto Zedillo (1994-2000), Rosario Green va exercir de ministra d'Afers Exteriors, va exercir breument de secretària general del Partit Revolucionari Institucional, i de senadora mexicana. Amalia García es va convertir en la cinquena dona que va governar un estat mexicà el 12 de setembre de 2004 (Zacatecas, 2004-2010). Les primeres dones governants van ser Griselda Álvarez (Colima, 1979-1985), Beatriz Paredes (Tlaxcala, 1987-1992), Dulce María Sauri (Yucatán, 1991-1994), Rosario Robles Berlanga (Distrito Federal, 1999-2000).
Del 1989 al 2013, la cap del sindicat mexicà de professors va ser Elba Esther Gordillo, considerada en un moment determinat la dona més poderosa de la política mexicana. Va ser la primera i fins ara única cap del sindicat més gran d'Amèrica Llatina; el 2013 va ser arrestada per corrupció i va ser nomenada per la revista Forbes com una de les deu mexicanes més corruptes del 2013.
La ministra d'Educació del govern de Felipe Calderón va ser Josefina Vázquez Mota, fins ara la primera i única dona que va ocupar el càrrec. Va passar a ser la candidata a la presidència del Partit Acció Nacional el 2018. La primera dama Margarita Zavala, dona de l'expresident de Mèxic Felipe Calderón, també es va presentar com a candidata independent a la presidència de Mèxic entre el 12 d’octubre de 2017 i el 16 de maig de 2018 .

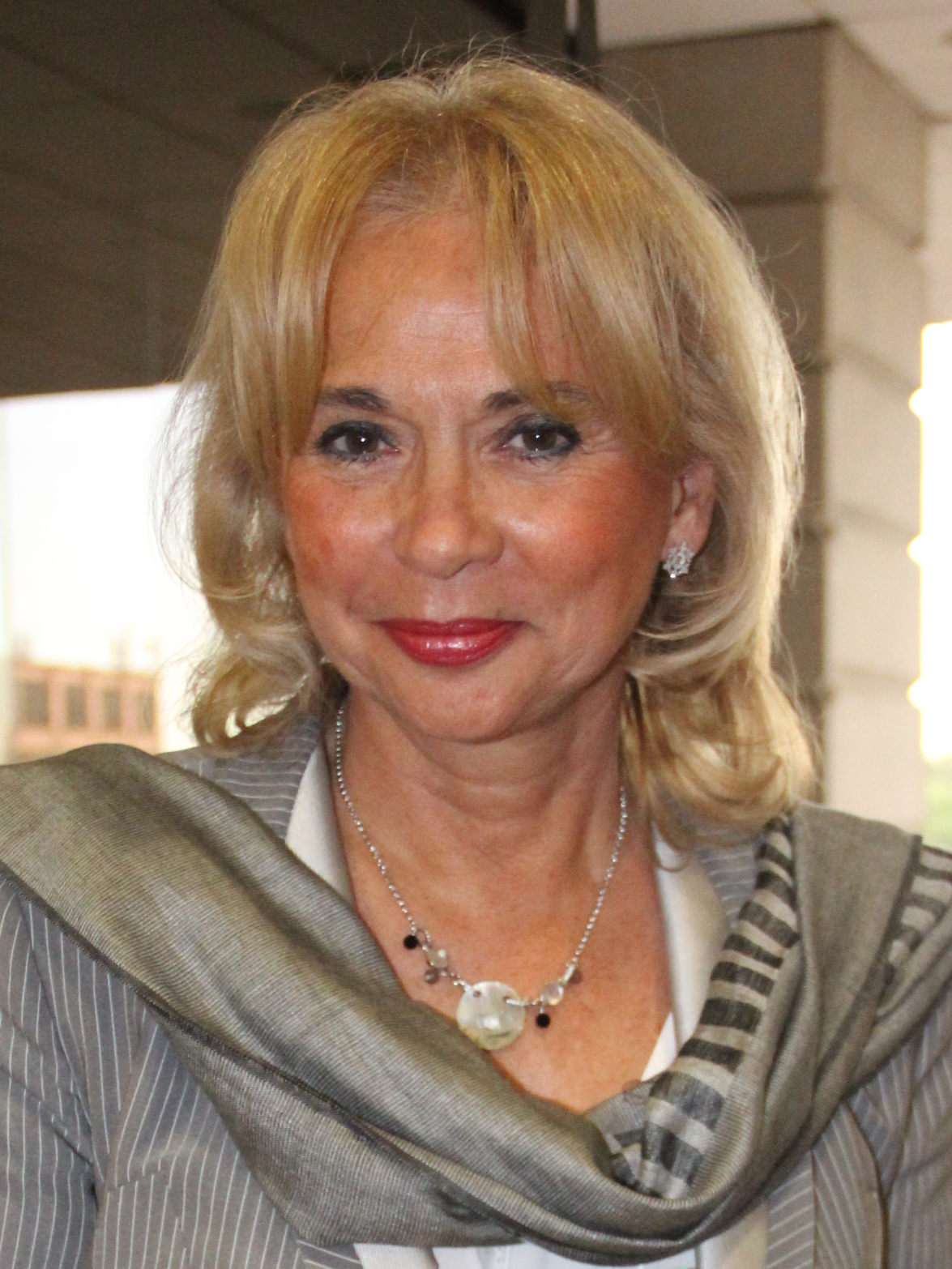
Olga Sanchez Cordero, Ministra de l'Interior
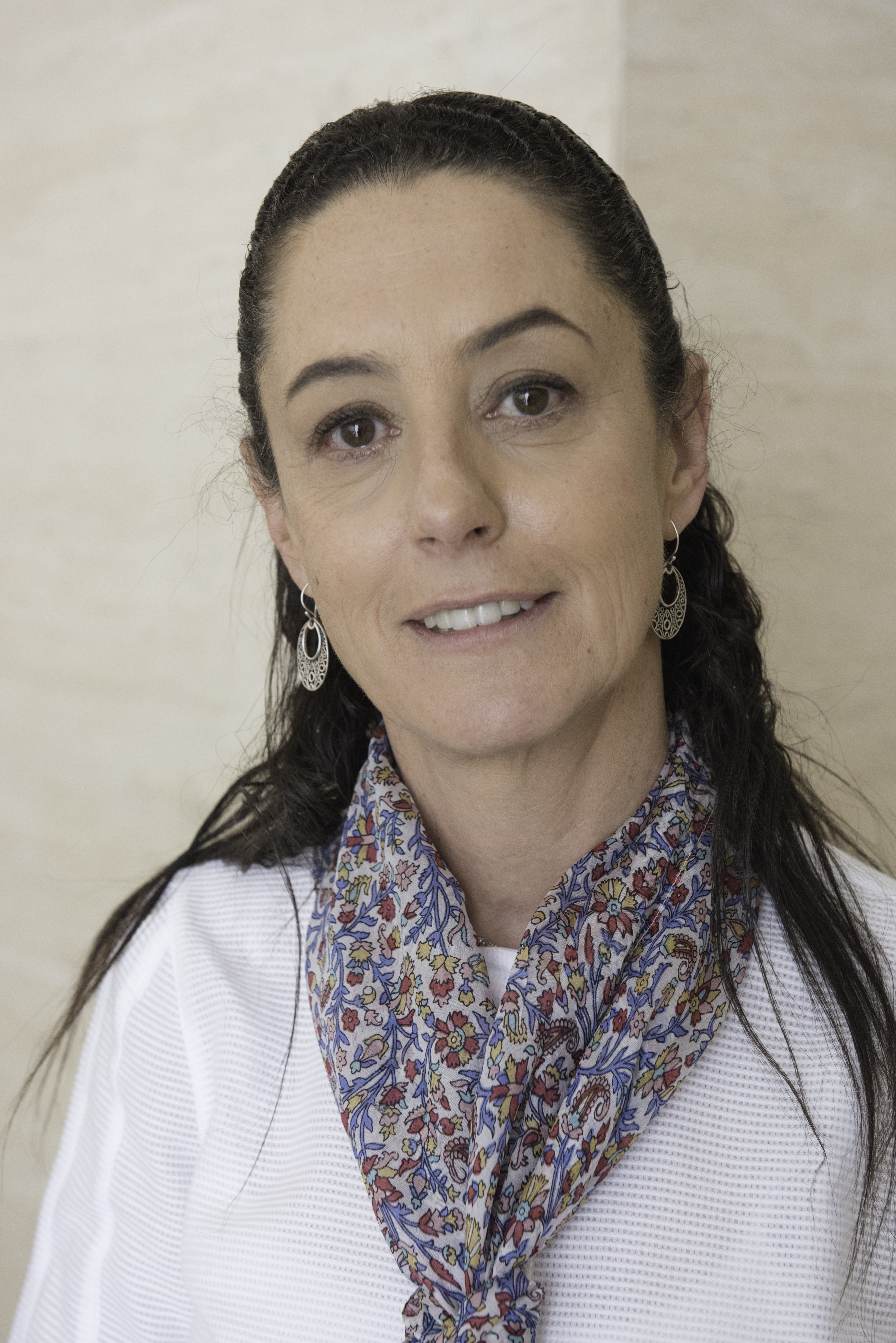
Claudia Sheinbaum Pardo, una política i científica mexicana que va rebre conjuntament el Premi Nobel de la Pau el 2007
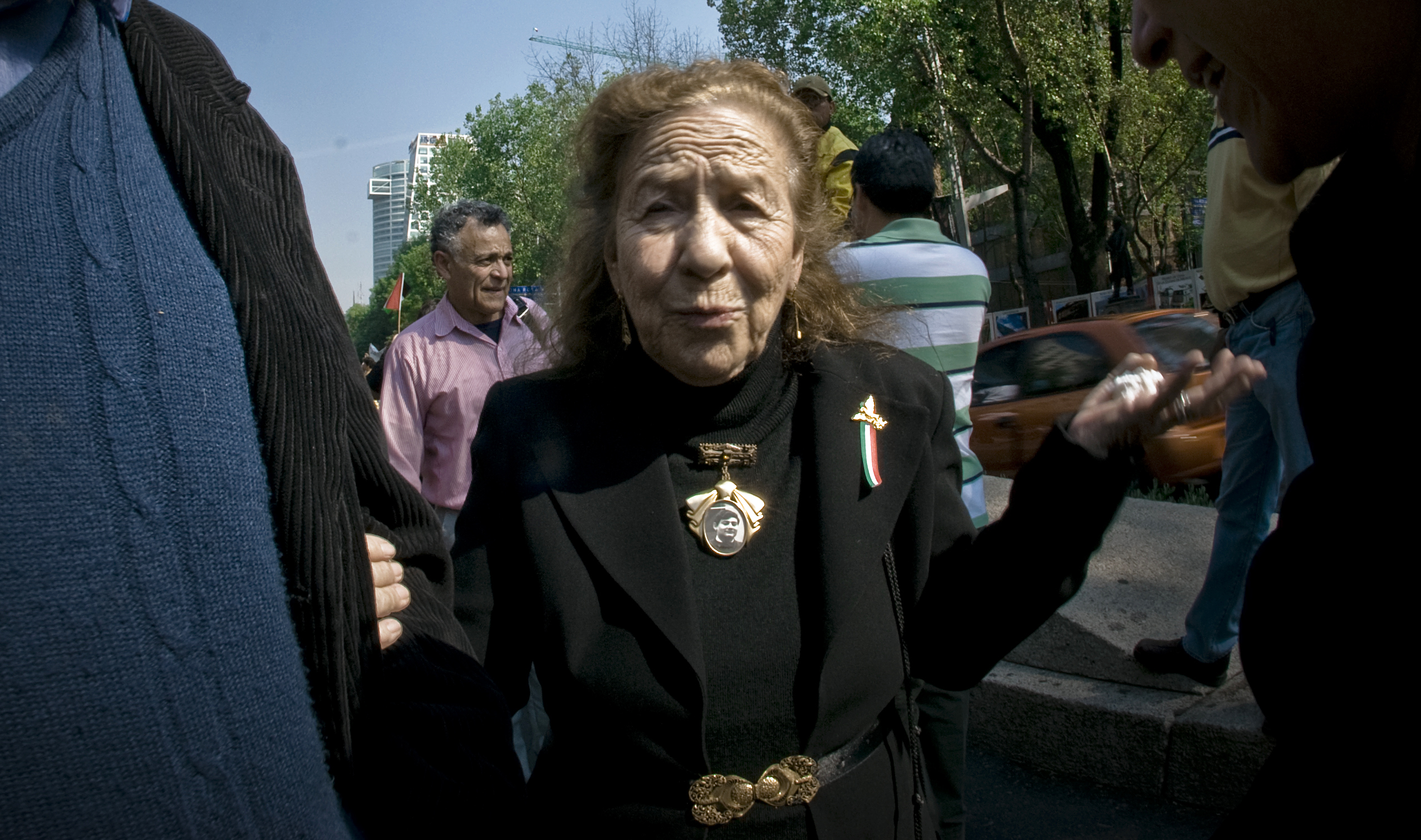
Rosario Ybarra protestant contra una massacre a Palestina (2009)

El president Andrés Manuel López Obrador va nomenar un nombre igual de dones i homes al seu gabinet quan va prendre possessió del càrrec el 2018. Va incloure Olga Sánchez Cordero com a secretària d’Interior, la primera dona que va ocupar l’alt càrrec. Altres dones del seu gabinet són Graciela Márquez Colín, secretària d’Economia; Luisa María Alcalde Luján, secretària de Treball i Benestar Social; Irma Eréndira Sandoval, secretària d’Administració pública; Alejandra Frausto Guerrero, secretària de Cultura; Rocío Nahle García, secretària d’Energia; María Luisa Albores González, secretària de Desenvolupament Social; i Josefa González Blanco Ortiz Mena, secretària de Medi Ambient i Recursos Naturals.
Claudia Sheinbaum va ser elegida alcaldessa de la Ciutat de Mèxic com a candidata al partit del Moviment de Regeneració Nacional (MORENA), la primera dona que va ocupar el càrrec; anteriorment l’han ocupat Cuauhtémoc Cárdenas i Andrés Manuel López Obrador.

### Activistes dels drets humans
Un nombre de dones han estat actives en diversos tipus de moviments pels drets humans a Mèxic. L'advocada Digna Ochoa va ser assassinada el 2001 mentre defensava els drets legals dels camperols ecologistes.

### Dones intel·lectuals, periodistes i escriptores
Eulalia Guzmán va participar en la Revolució Mexicana i després va ensenyar en una escola primària rural i va ser la primera dona arqueòloga a Mèxic. La seva identificació dels ossos humans com els de l'emperador asteca Cuauhtémoc la va cridar l'atenció del públic.
Rosario Castellanos va ser una distingida novel·lista, poeta i autora d'altres obres feministes del segle xx, algunes de les quals han estat traduïdes a l'anglès. Quan va morir als 49 anys, era ambaixadora de Mèxic a Israel. La novel·lista Laura Esquivel (Com aigua per a xocolata, 1989) ha militat a la cambra de diputats mexicana per al partit MORENA. Altres dones escriptores s'han distingit a nivell nacional i internacional en l'era moderna, incloses Anita Brenner i Guadalupe Loaeza. L'escriptora i intel·lectual més famosa va ser la monja del segle xvii, Sor Juana Inés de la Cruz. «Avui, Sor Juana és una icona nacional de la identitat mexicana i la seva imatge apareix a la moneda mexicana. Va adquirir un nou protagonisme a finals del segle xx amb l'augment del feminisme i l'escriptura femenina, ... acreditat com la primera feminista publicada del Nou Món». Diverses dones s'han convertit en intel·lectuals distingits al Mèxic modern, especialment Elena Poniatowska, el reportatge de la qual va ser important sobre la massacre de Tlatelolco del 1968 i el terratrèmol de Mèxic de 1985.
La historiadora Virginia Guedea s'ha especialitzat en la història del Mèxic de l'època de la independència.

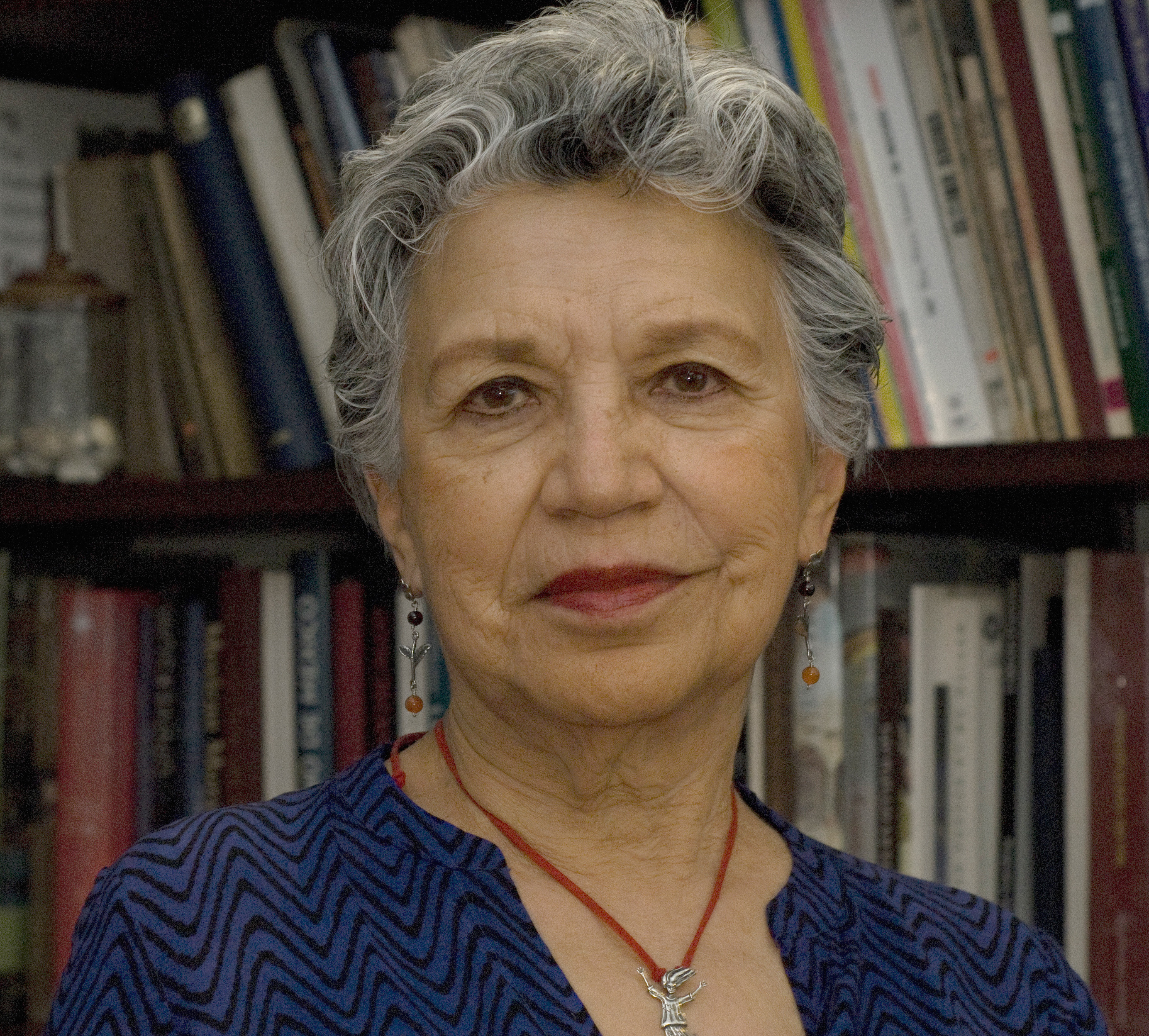
Silvia Torres-Peimbert és la primera dona mexicana que es va doctorar en astronomia
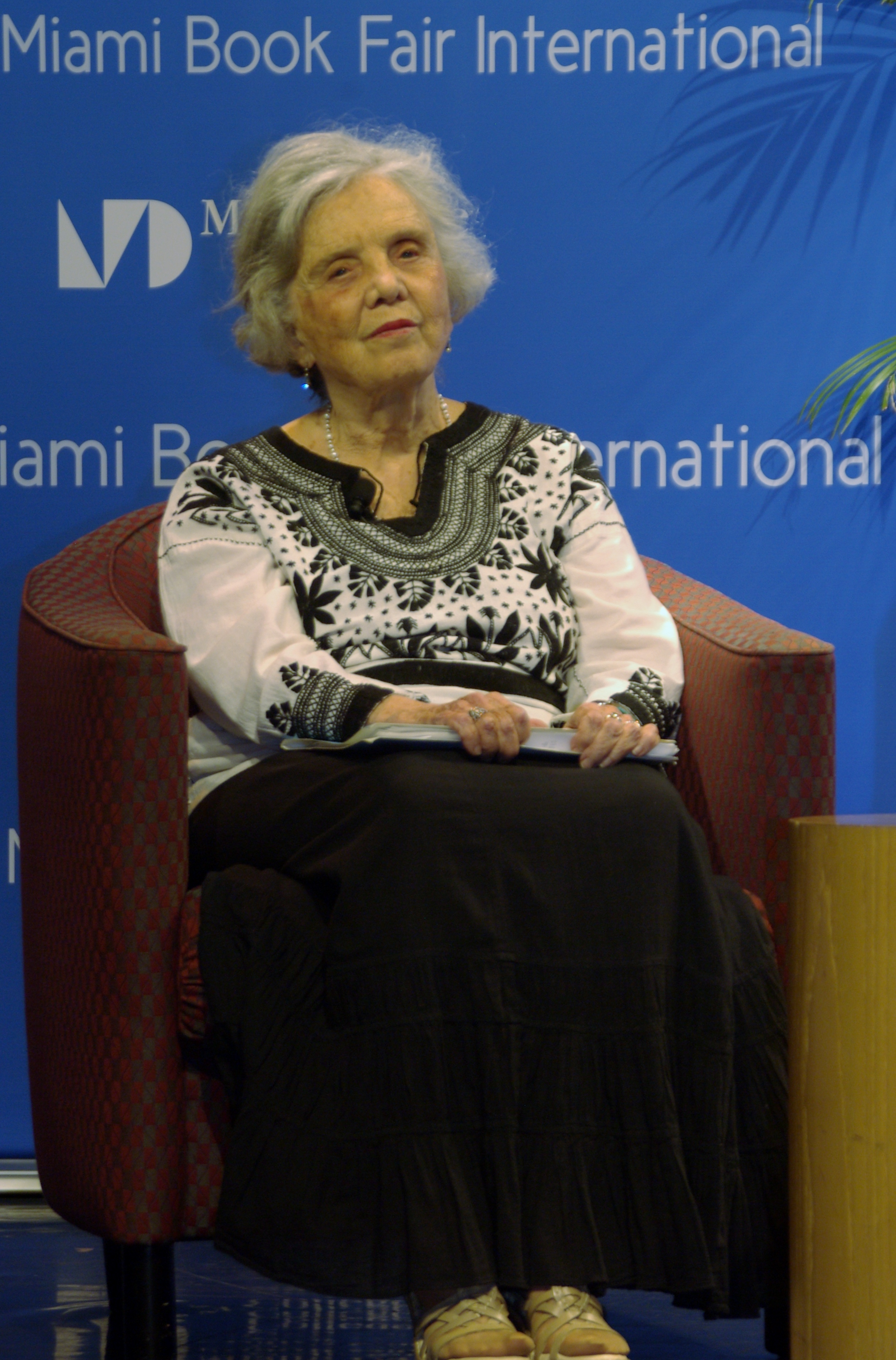
Princesa de Polònia Elena Poniatowska, periodista i assagista

Molts periodistes mexicans han estat assassinats a partir de la dècada del 1980, incloses diverses dones mexicanes. El 1986, Norma Alicia Moreno Figueroa va ser la primera dona periodista identificada com a víctima d'un assassinat de la guerra mexicana contra el narcotràfic. La periodista Dolores Guadalupe García Escamilla va ser assassinada el 2005. Yolanda Figueroa també va ser assassinada en la guerra contra el narcotràfic, juntament amb el seu marit periodista, Fernando Balderas Sánchez, i els seus fills el 1996. El 2009, la periodista Michoacan María Esther Aguilar Cansimbe va desaparèixer. María Isabella Cordero, experiodista de televisió de Televisa, va ser assassinada a Chihuahua el 2010. A Veracruz, el 2011, va morir la periodista de delictes Yolanda Ordaz de la Cruz. Marisol Macías va ser assassinada a Nuevo Laredo per Los Zetas el 2011.

### Les dones a les arts

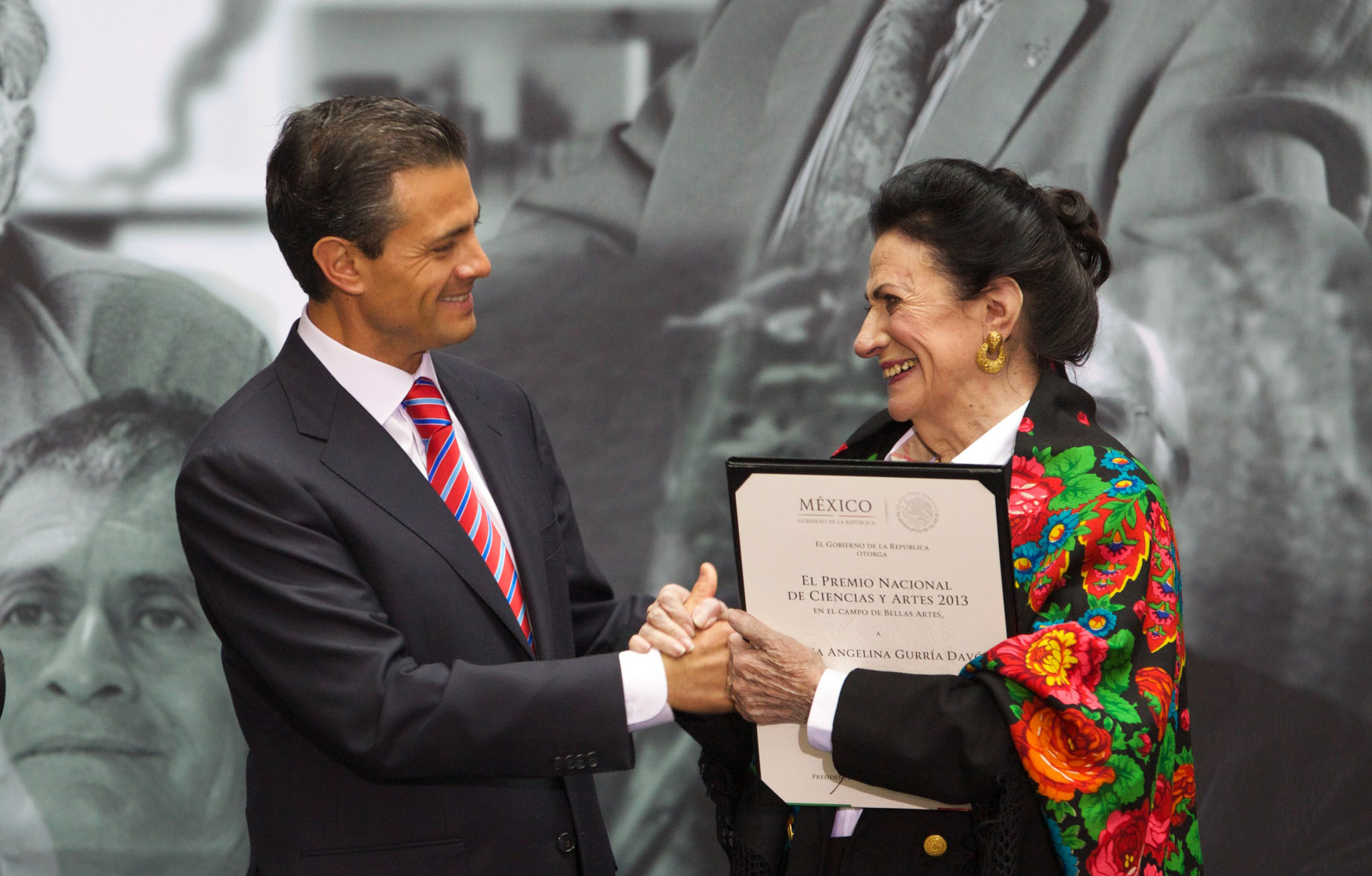
Ángela Gurría

Hi ha una llarga llista de dones mexicanes en les arts. Probablement la dona artista més famosa de la història mexicana sigui la pintora Frida Kahlo, filla del destacat fotògraf Guillermo Kahlo i esposa del muralista Diego Rivera. Al cercle de muralistes mexicans hi havia la pintora María Izquierdo, l'obra de la qual sovint s'examina amb la seva contemporània Kahlo.
Ángela Gurría va ser la primera dona elegida a l'Acadèmia d'Arts. Graciela Iturbide és una de les dones fotògrafes mexicanes que han obtingut reconeixement. Amalia Hernández va fundar el Ballet Folklòric de Mèxic, que continua actuant regularment al Palau de Belles Arts de la Ciutat de Mèxic. Google va celebrar el 100è aniversari d'Hernández.
Un nombre d'actrius mexicanes han assolit protagonisme fora de Mèxic, incloses Salma Hayek i María Félix. Yalitza Aparicio, una dona indígena d'Oaxaca, va protagonitzar la pel·lícula Roma d'Alfonso Cuarón del 2018.

### Arquitectura
Les dones mexicanes han fet importants avenços en el camp de l'arquitectura.
La primera dona arquitecta destacada a Mèxic va ser Ruth Rivera Marin (1927-1969). Era filla del pintor Diego Rivera i de la novel·lista i model Guadalupe Marín Preciado. Rivera va ser la primera dona que va estudiar arquitectura al Col·legi d’Enginyeria i Arquitectura de l'Institut Politècnic Nacional. Es va centrar principalment en l'ensenyament de la teoria de l'arquitectura i la pràctica, i va ser la cap del departament d’Arquitectura de l’Institut Nacional de Belles Arts entre 1959-1969. Després de la mort del seu pare, va treballar amb els arquitectes mexicans Juan O'Gorman i Heriberto Pagelson per a completar el Museu Anahuacalli a Coyoacán.

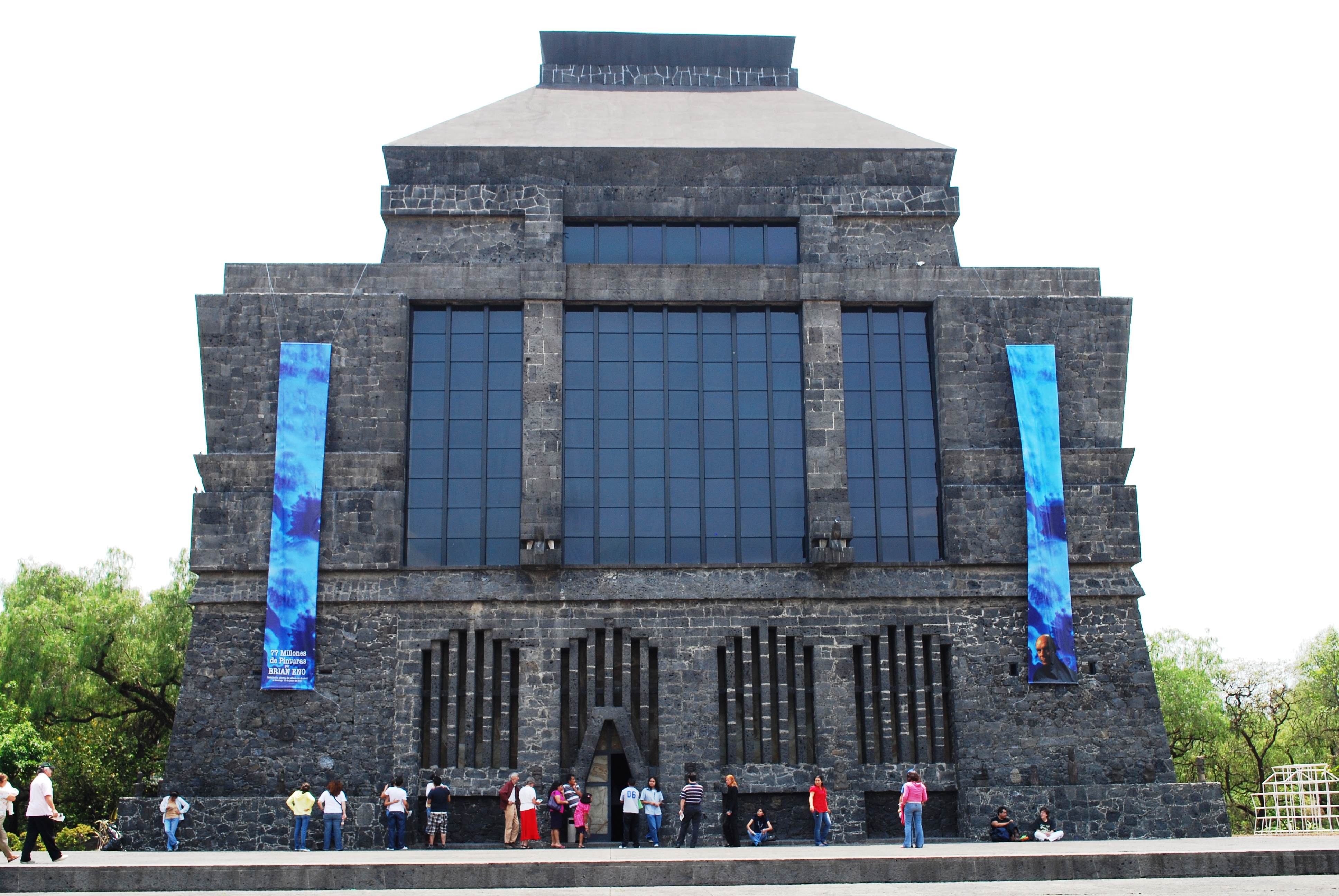
Ruth Rivera Marin: Museu Anahuacalli (1964)
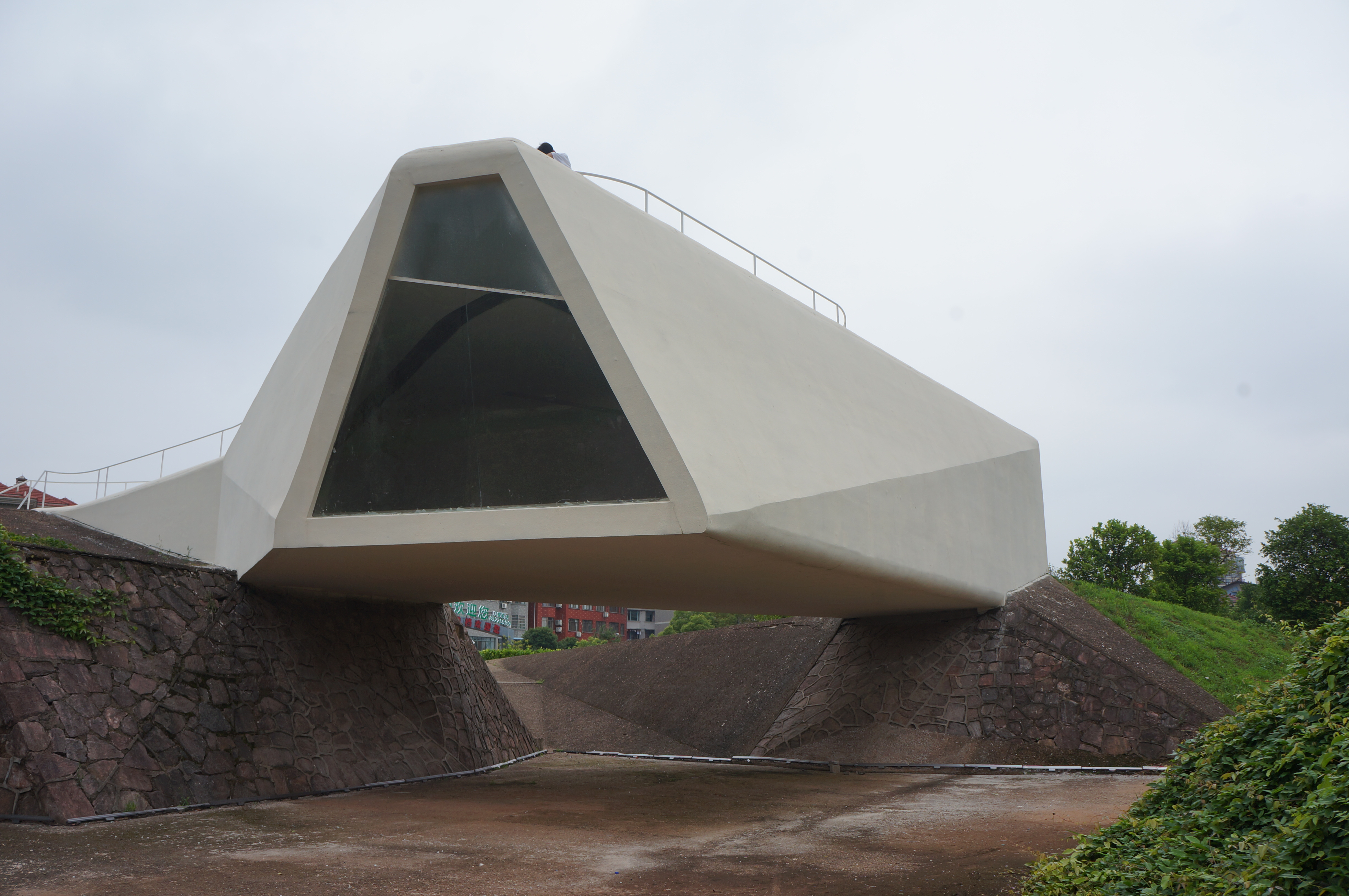
Tatiana Bilbao: Sala d 'Exposicions a Jinhua Architecture Park (2004)

A principis del segle xxi, Mèxic ha tingut diverses dones arquitectes importants al capdavant de la innovació arquitectònica. La sostenibilitat, l'equilibri i la integració amb la natura han estat motius importants en les seves obres. Els ultramoderns projectes modernistes de Beatriz Peschard Mijares equilibren les estructures minimalistes amb els seus paisatges circumdants. Aquest objectiu d’equilibri funcionalista té les seves arrels en les pròpies lluites personals de Peschard que equilibren «la vida familiar, ser mare i el seu treball» com a arquitecte. Una dels principals defensores de l'experimentació en l'arquitectura mexicana, Peschard va afirmar el 2017 que és important «inventar coses noves, no copiar ni el mexicà ni l'estranger ... [sinó] buscar la nostra història i combinar el que trobem amb els avenços tecnològics i tècnics per a crear quelcom personal i innovador».
Una altra arquitecte destacada de Ciutat de Mèxic del segle xxi, Tatiana Bilbao (1972), ha dissenyat diversos edificis que combinen geometria amb natura. La seva pràctica s'ha centrat en gran manera en el disseny sostenible i l'habitatge social. Bilbao va néixer a la Ciutat de Mèxic en el si d’una família d’arquitectes i va estudiar arquitectura a la Universitat Iberoamericana. Bilbao és una ferma defensora de la justícia social arquitectònica i molts dels seus projectes han intentat crear habitatges de baix cost per a fer front a la crisi de l’habitatge assequible a Mèxic.

## Qüestions contemporànies

### Drets laborals
Moltes dones de la plantilla no tenen protecció legal, sobretot les treballadores domèstiques. El 2019, el president Andrés Manuel López Obrador va signar proteccions legals i prestacions per a les treballadores de la llar, inclòs l'accés a l'assistència sanitària i els límits d'hores de treball.

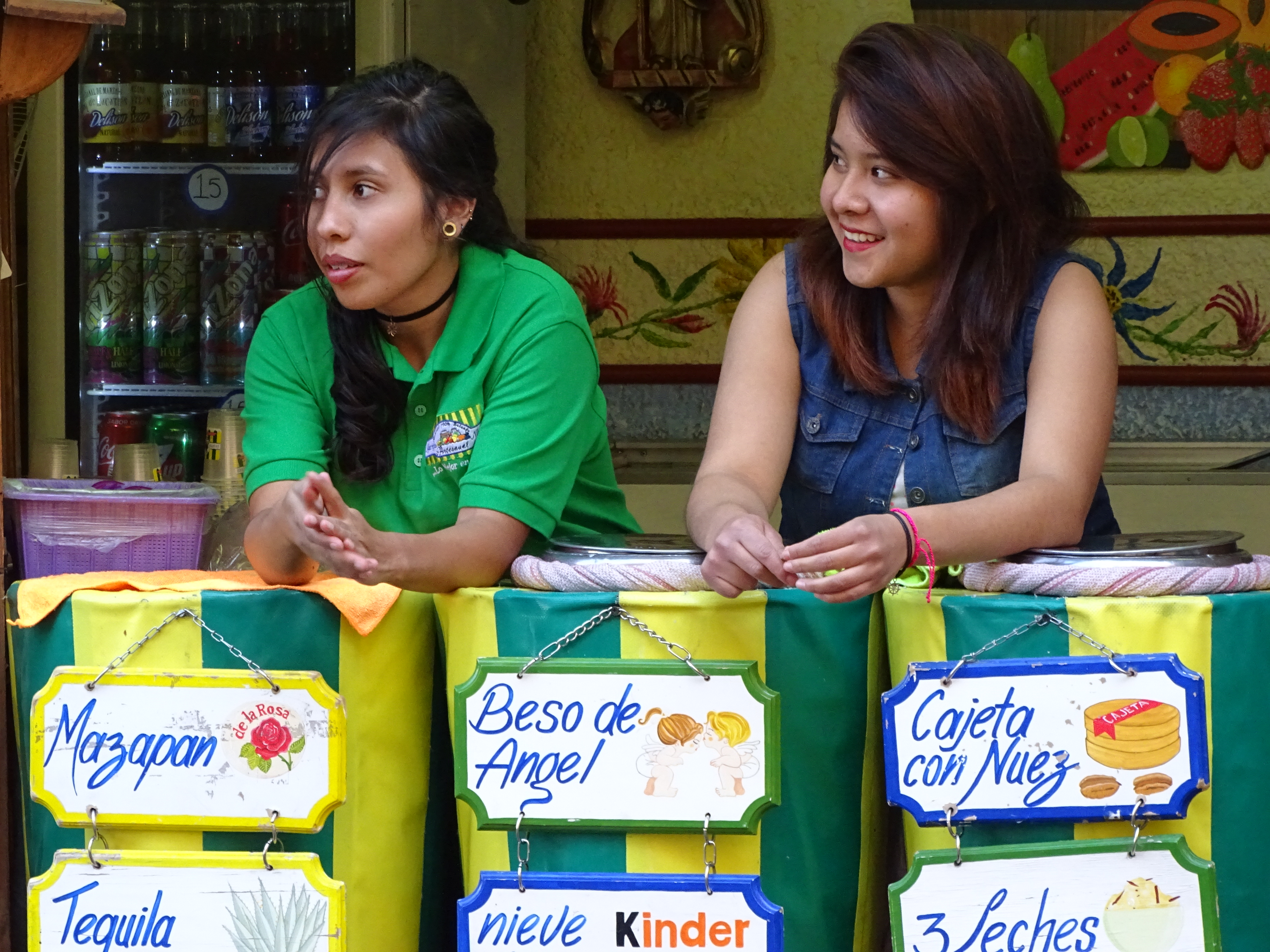
Venedores de gelats a Guanajuato
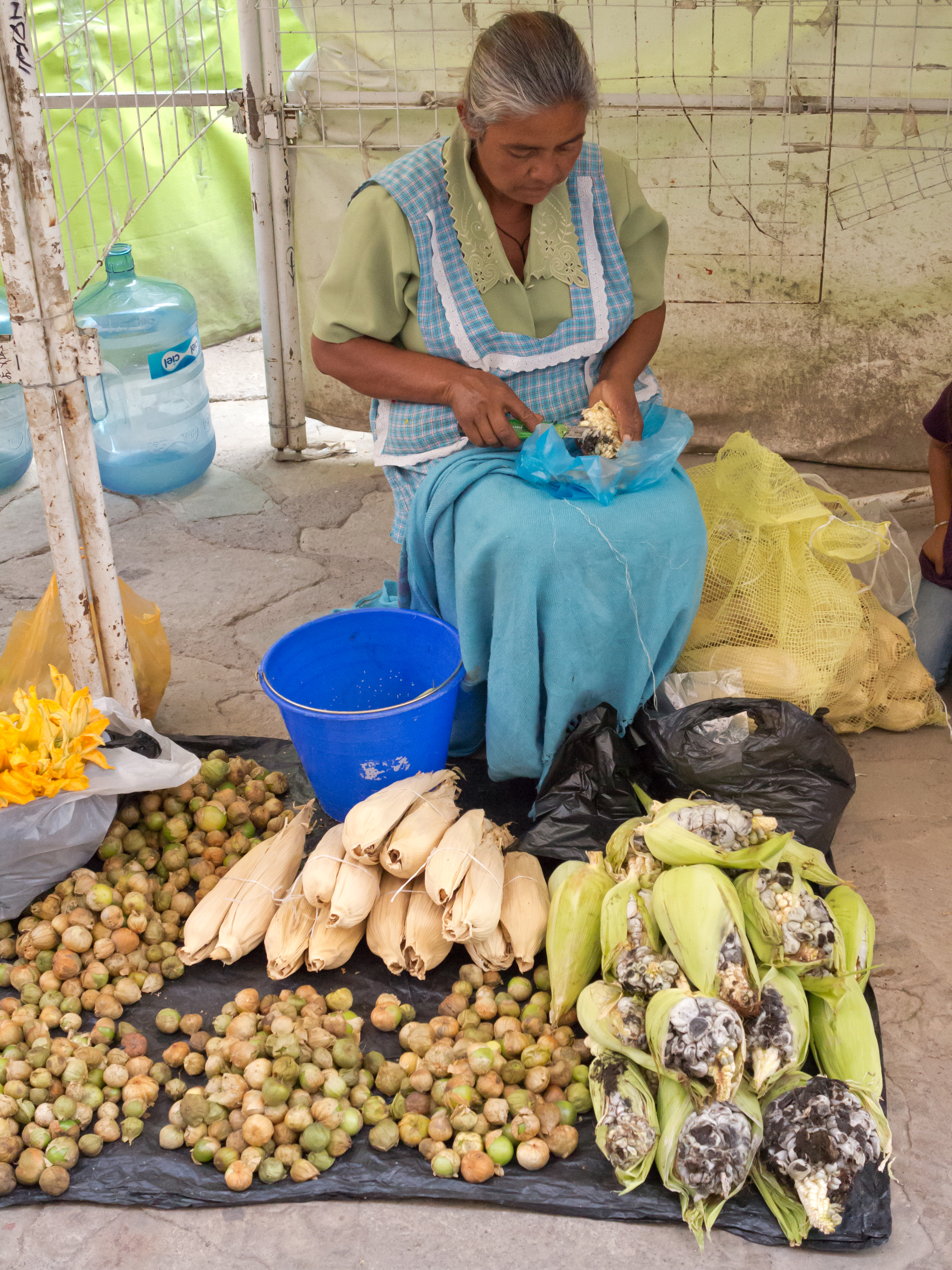
Venedora de tomatillo (Physalis philadelphica) i carbó del blat de moro (Ustilago maydis) al mercat de Guanajuato
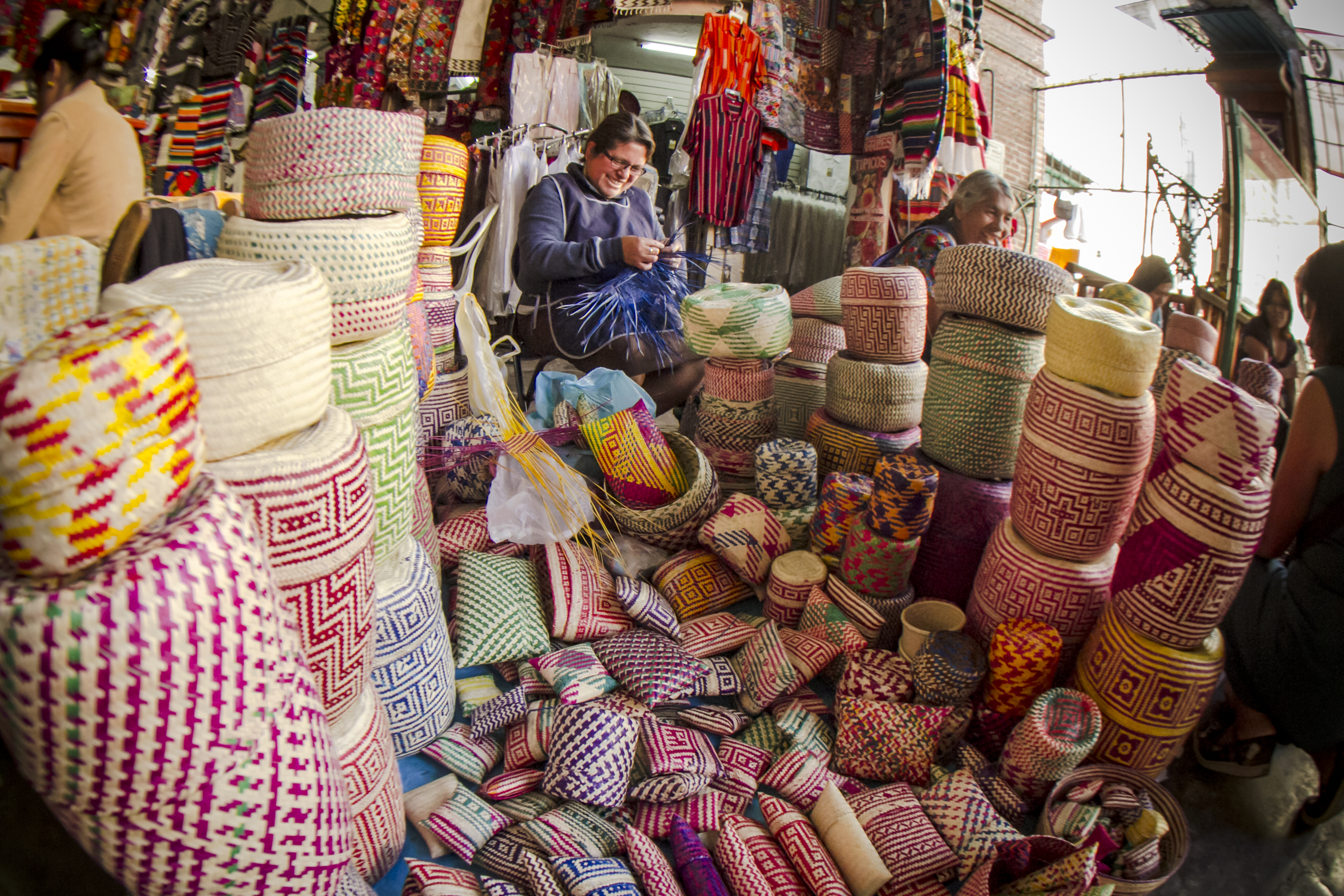
Artesanies a Oaxaca
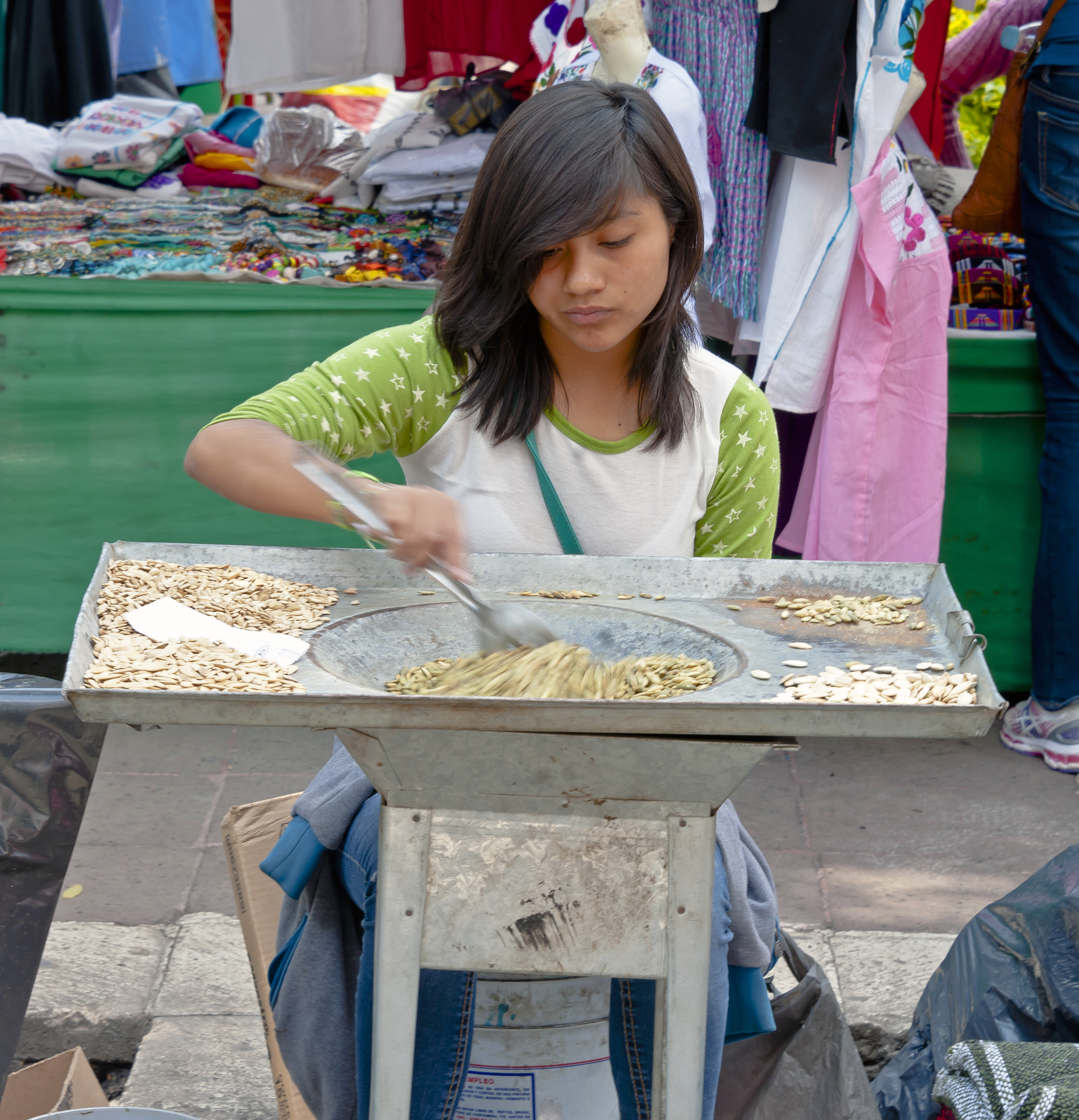
Dona jove remenant menjar al mercat de l'Alameda Central

La legislació arriba després d’anys d’activisme, inclosa la de Marcelina Bautista, que va fundar un sindicat de treballadores domèstiques el 2015. La sensibilització sobre el tema va obtenir un impuls de la pel·lícula Roma del 2018 d'Alfonso Cuarón, el personatge principal de la qual és una criada domèstica indígena. L’aplicació de la legislació és un repte, ja que els costos per als empresaris augmenten significativament.

### Violència contra les dones
A l'any 2014, Mèxic tenia la 16a taxa més alta de feminicidis al món. Aquesta taxa ha anat augmentant des del 2007.
Segons Human Rights Watch del 2013, moltes dones no busquen reparacions legals després de ser víctimes de violència domèstica i agressions sexuals perquè «la gravetat dels càstigs per a alguns delictes sexuals depèn de la castedat de la víctima i les que els denuncien solen tenir recel, apatia i falta de respecte».
Segons un estudi de Kaja Finkler de 1997, l'abús domèstic «està integrat en les relacions matrimonials i de gènere fomentades en la dependència de les dones mexicanes de les seves parelles per a la subsistència i l'autoestima, sostinguda per ideologies d'amor romàntic, per l'estructura familiar i els arranjaments residencials».
Les dones mexicanes estan en risc d'infecció pel VIH perquè sovint no poden negociar l'ús del preservatiu. Segons investigacions publicades per Olivarrieta i Sotelo (1996) i altres, la prevalença de la violència domèstica contra les dones en les relacions matrimonials mexicanes varia entre el 30% i el 60% de les relacions. En aquest context, sol·licitar l’ús del preservatiu a una parella estable es percep com un signe d'infidelitat i demanar l’ús del preservatiu pot provocar violència domèstica.
A la Ciutat de Mèxic, la zona d'Iztapalapa té les taxes més altes de violació, violència contra les dones i violència domèstica a la capital.

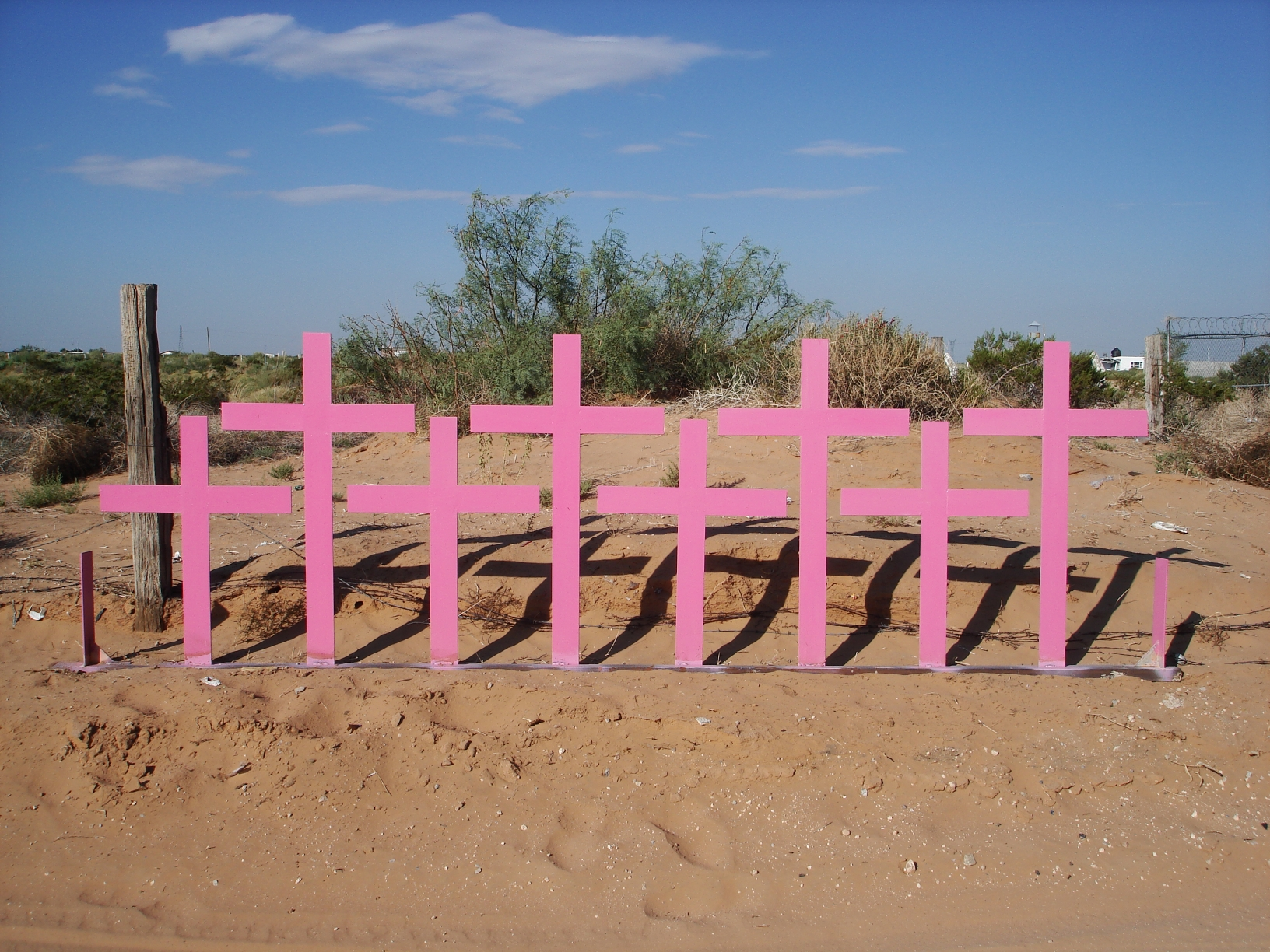
Creus col·locades a Lomas del Poleo Planta Alta (Ciutat Juárez, Chihuahua) en el lloc on van ser trobats 8 cossos de dones víctimes de femicidi el 1996
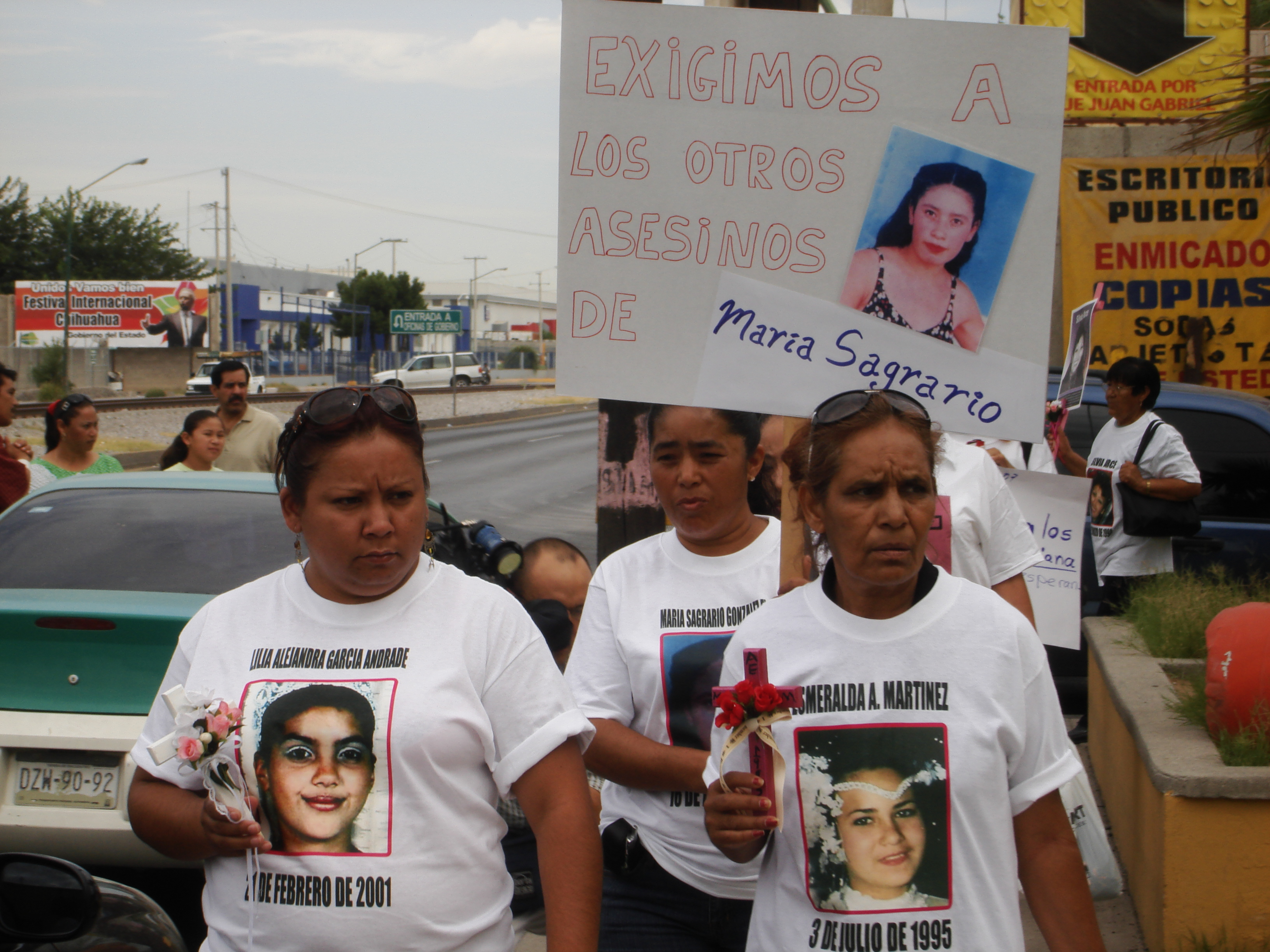
Protesta del 2007 per part de famílies de víctimes exigint el càstig dels assassins
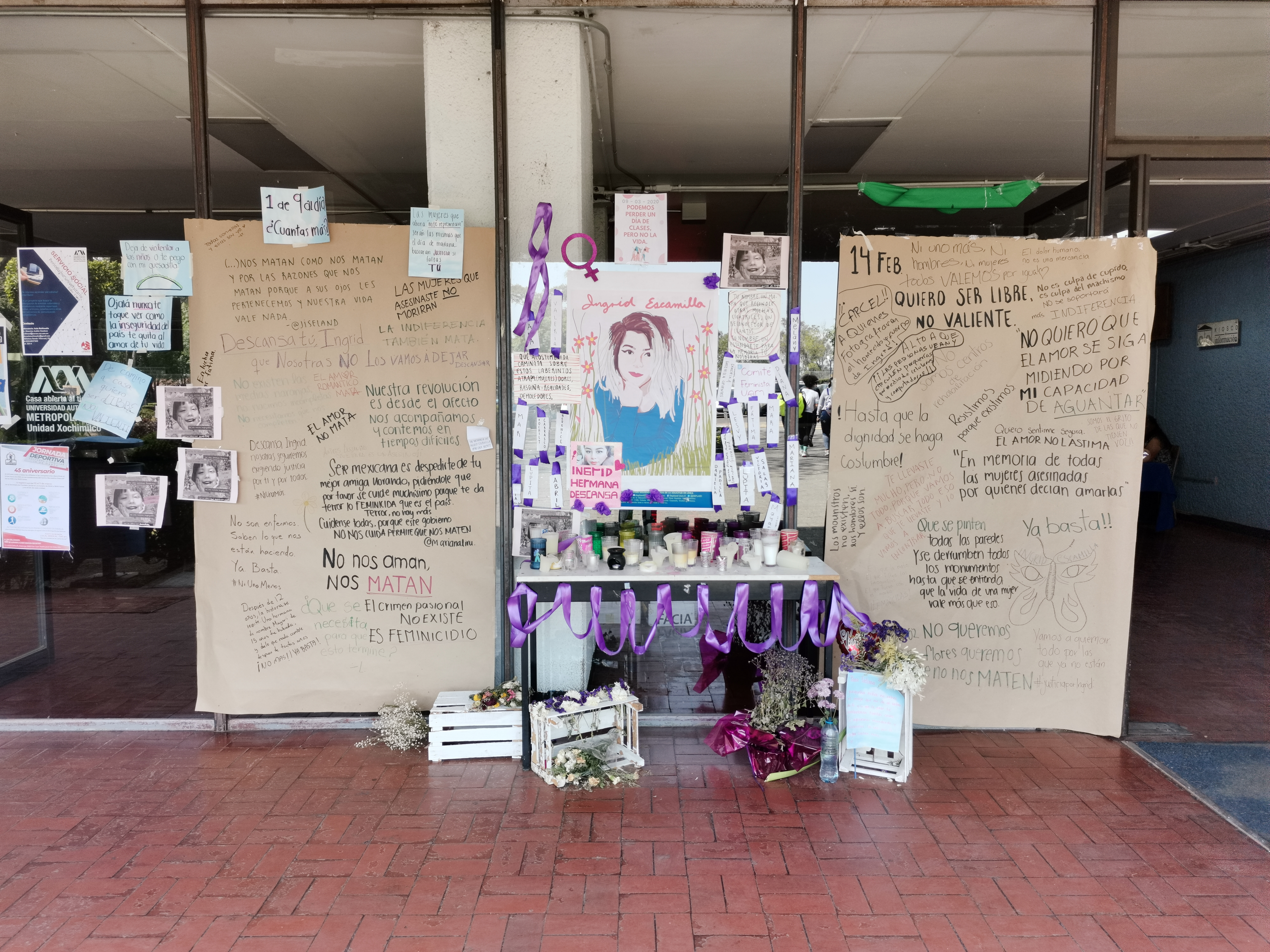
Ofrena en honor d'Ingrid Escamilla i Fátima Cecília, víctimes de feminicidi el 2020
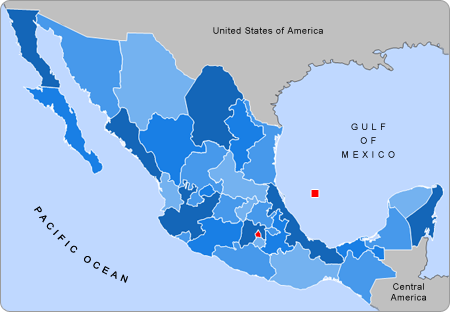
Les víctimes ciutadanes i estrangeres, incloses les dels pobles indígenes, són objecte de tràfic sexual dins i fora dels estats de Mèxic. Són violades i agredides físicament i psicològicament en indrets d’aquestes divisions administratives

La violència de gènere és més freqüent a les regions de la frontera entre Mèxic i els Estats Units d'Amèrica i a les zones d’alta activitat comercial i de violència causada per les drogues. El fenomen dels feminicidis a Ciudad Juárez comporta la mort violenta de centenars de dones i nenes des de 1993 a la regió nord-mexicana de Ciudad Juárez (Chihuahua), una ciutat fronterera a través del Rio Grande des de la ciutat estatunidenca d'El Paso (Texas). Al febrer del 2005, es calcula que el nombre de dones assassinades a Ciudad Juarez des de 1993 és superior a 370. L’organització cívica Nuestras Hijas de Regreso a Casa va ser fundada per Norma Andrade a Ciudad Juárez. La seva filla va ser una de les víctimes de violació i assassinat. Posteriorment, Andrade va ser atacada dues vegades per assaltants. Al novembre de 2019, Mèxic va prometre aturar la violència masclista, ja que les noves estadístiques van mostrar que les matances de dones van augmentar més d’un 10% el 2018.
Les dones en la guerra contra el narcotràfic a Mèxic (2006-actualitat) han estat violades, torturades i assassinades durant el conflicte. També han estat víctimes de tràfic sexual a Mèxic.

### Anticoncepció

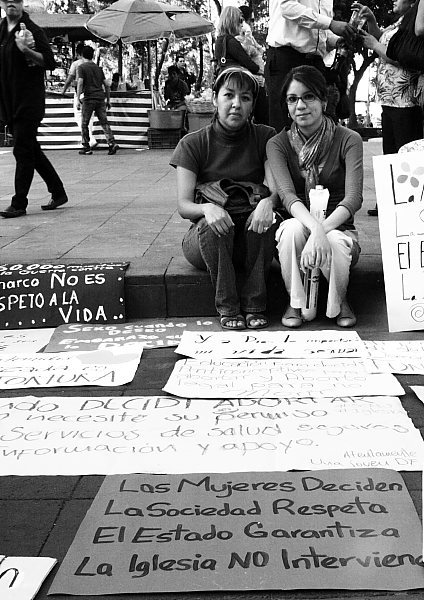
Dones que fan campanya per la despenalització de l'avortament, 2011

Fins a la dècada del 1960, l’ús d'anticonceptius estava prohibit per la llei civil, però hi havia clíniques privades on les dones d’elit podien accedir per a obtenir-los.
El creixement de la taxa de naixement a Mèxic durant les dècades del 1960 i 1970 es va convertir en un problema polític, sobretot perquè l'agricultura era menys productiva i Mèxic ja no era autosuficient en aliments. A mesura que Mèxic es va anar urbanitzant i industrialitzant, el govern va formular i implementar polítiques de planificació familiar durant les dècades del 1970 i 1980 destinades a educar els mexicans sobre els avantatges de controlar la natalitat. Un component clau de la campanya educativa va ser la creació de telenovel·les que transmetessin el missatge del govern sobre les virtuts de la planificació familiar. Mèxic va ser pioner en l'ús de telenovel·les per modelar les actituds del públic sobre qüestions sensibles en un format accessible i agradable per a una àmplia gamma d'espectadors. L’èxit de Mèxic a l’hora de reduir l’augment de la seva població ha estat objecte d’un estudi acadèmic.
La historiadora de la Universitat Stanford, Ana Raquel Minian, ha atribuït almenys part de l'èxit de Mèxic als programes d'esterilització forçosa. Al seu text Undocumented Lives (Vides indocumentades, 2018), escriu:
| « | Després de publicar la nova Ley General de 1974, algunes autoritats mèdiques de les institucions sanitàries públiques van respondre a les pressions creixents per a reduir la natalitat esterilitzant per la força a les dones de la classe treballadora immediatament després del part per cesària. Com que la majoria d’aquests casos no es van detectar ni es van denunciar, es desconeix el seu nombre exacte. No obstant això, un estudi governamental realitzat el 1987 va trobar resultats sorprenents. El 10% de les dones de la mostra nacional van afirmar haver estat esterilitzades sense haver estat preguntades; El 25% va afirmar que no se les va informar que l'esterilització era un mètode irreversible de control de la natalitat o que existien altres opcions; i el 70% va declarar que s'havien esterilitzat immediatament després del part o avortar. | » |

L'anticoncepció segueix sent un gran problema per a les dones mexicanes amb una població de 107 milions d'habitants. És la segona nació més poblada d'Amèrica Llatina. Fins i tot s'espera que la tendència de la població creixi en poc més de trenta anys. Amb una població que no para de créixer, va ser la primera nació el 1973 a establir un programa de planificació familiar. Es diu MEXFAM (Associació Mexicana de Planificació Familiar); s'ha registrat que el programa ha reduït en les llars mexicanes de 7,2 fills a 2,4 el 1999.
L’ús d’anticonceptius a les zones rurals és encara molt inferior al de les zones urbanes. Aproximadament el 25% de les dones mexicanes viuen a les zones rurals, i només 44% de les dones utilitzen control de la natalitat, i la seva taxa de fecunditat, el 4,7%, és gairebé el doble que la de les dones urbanes. Fins i tot Mèxic va ser capaç d’incorporar un programa d'educació sexual a les escoles per educar sobre l’anticoncepció, però amb moltes noies joves que viuen a les zones rurals, normalment no hi poden assistir.

### Sexualitat
Hi ha encara desigualtats persistents entre els nivells d'experiència sexual entre dones i homes. En una recent enquesta nacional a joves mexicans, el 22% dels homes i l'11% de les dones de 16 anys havien admès haver tingut relacions sexuals. Tanmateix, aquestes taxes tant per a homes com per a dones continuen sent força baixes a causa de la percepció cultural que és inapropiat mantenir relacions sexuals abans del matrimoni. Aquesta creença cultural compartida prové dels ensenyaments tradicionals de l'Església catòlica que han tingut una gran influència sobre les cultures llatinoamericanes.

## Activisme

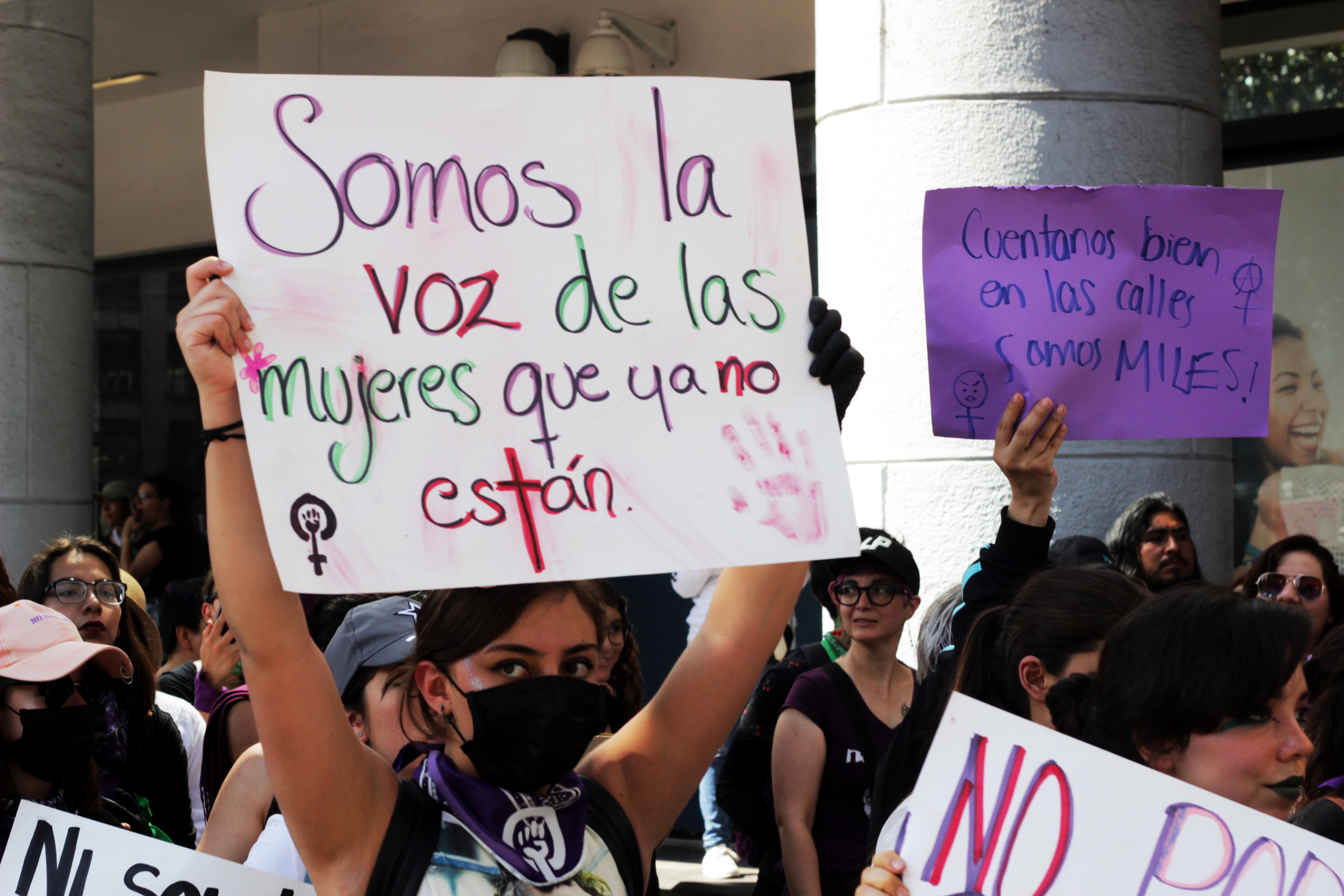
Marxa del Dia Internacional de les Dones a la Ciutat de Mèxic

El 2020, les activistes van convocar una vaga d’un dia per dones el 9 de març, l'endemà del Dia Internacional de les Dones (8 de març). La vaga es va convocar amb el lema «Un dia sense dones» per a subratllar la importància de les dones a Mèxic. A la manifestació del 8 de març a Ciutat de Mèxic, hi havia una multitud estimada en 80.000 persones. També hi va haver una resposta generalitzada a la vaga l'endemà, amb els dos fets publicats a la premsa internacional. La vaga forma part d’una nova onada de feminisme a Mèxic.

### El logotip oficial del govern de Mèxic
El logotip original del Govern de Mèxic, en vigor des que Andrés Manuel López Obrador va assumir la presidència el 1r de desembre de 2018, va causar controvèrsia en mostrar cinc homes protagonistes de la història de Mèxic i cap dona. A la imatge apareixen els personatges, que López Obrador ha qualificat com a referents en diverses ocasions. Es tracta de Benito Juárez (1806-1872) president que es va enfrontar a la invasió francesa i estatunidenca; Francisco Ignacio Madero (1873-1913), precursor de la Revolució Mexicana, i Lázaro Cárdenas (1895-1970), president que va nacionalitzar el petroli. També Miguel Hidalgo (1753-1811) sacerdot nouhispà que va protagonitzar el Grito de Dolores amb què va començar la Guerra de la Independència, i José María Morelos (1765-1815), un dels principals líders de la lluita independentista.

### La versió femenina del logotip
Es va crear un nou logotip oficial amb dones destacades de la història del país amb motiu de la commemoració del Dia Internacional de les Dones. Al logotip verd i daurat, utilitzat en esdeveniments oficials i en xarxes socials governamentals, apareixen cinc personatges famosos amb el lema «Dones transformant Mèxic. Març, mes de les dones». Al centre de la imatge apareix amb una bandera mexicana Leona Vicario (1789-1842), una de les figures més destacades de la Guerra d’Independència mexicana (1810-1821) que va servir d’informant per als insurrectes de la ciutat de Mèxic, llavors capital del virregnat. A la seva esquerra apareix Josefa Ortiz de Domínguez (1768-1829), coneguda com La Corregidora, que va tenir un paper fonamental en la conspiració que va donar lloc a l'inici del moviment independentista de l'estat de Querétaro. Al seu costat apareix la monja i escriptora novahispana sor Juana Inés de la Cruz (1648-1695), una dels principals exponents del Segle d’Or de la literatura en castellà gràcies a la seva obra lírica i dramàtica, tant religiosa com profana. Al costat oposat, es pot veure a la revolucionària Carmen Serdán (1875-1948), qui va donar un fort suport des de la ciutat de Puebla a Francisco Ignacio Madero en la seva proclamació contra la dictadura de Porfirio Díaz, que finalment va ser enderrocat el 1911. Al seu costat es troba Elvia Carrillo Puerto (1878-1968), que va ser una líder feminista que va lluitar pel dret a vot de les dones a Mèxic, cosa que es va assolir el 1953 i que es va convertir en una de les primeres dones que va ocupar el càrrec quan va ser elegida com a diputada al congrés estatal de Yucatán.

## Mexicanes destacades

### Acadèmiques
- Adelaida Martínez Aguilar
- Carmen Boullosa
- Elsa Támez
- Esther Cohen
- Irasema Alcántara-Ayala
- Irene Robledo
- Irma Sandoval Ballesteros
- Isabel Studer
- Jacqueline Peschard
- Lidia Camacho
- Liliana Quintanar Vera
- María del Carmen Millán
- María Eugenia Casar
- María Teresa Chávez Campomanes
- Marisol Ceh Moo
- Paloma Villegas
- Sara Topelson de Grinberg
- Teresa Alonso-Rasgado
- Tessy María López Goerne
- Virginia Guedea
- Ximena Puente de la Mora

### Activistes
- Ana Colchero
- Ana Francis Mor
- Ana Recio Harvey
- Ana Victoria Jiménez
- Antonia Hernández
- Carmelita Torres
- Concha Michel
- Erika Guevara Rosas
- Esperanza López Mateos
- Esther Chapa
- Gabriela Baeza
- Greisa Martínez Rosas
- Isabel Miranda de Wallace
- Julia Nava de Ruisánchez
- Lorena Borjas
- Magdalena Mora
- Margarita García Flores
- María de Jesús Patricio Martínez
- Maria Fermina Rivera
- Marisela Escobedo Ortiz
- Marta Sánchez Soler
- Matilde Rodríguez Cabo
- Sara Estela Ramírez
- Toshi Maruki
- Viola Casares

### Actrius
- Adriana Barraza
- Aida Cuevas
- Alejandra Ambrosi
- Alejandra Ávalos
- Alejandra Barro
- Alpha Acosta
- Amparo Arozamena
- Anastasia Acosta
- Beatriz Aguirre
- Briggitte Bozzo
- Carmen Amezcua
- Carmen Aub
- Chantal Andere
- Claudia Álvarez
- Dacia Arcaráz
- Daniela Aedo
- Elizabeth Álvarez
- Elizabeth Arciniega
- Elizabeth Dupeyrón
- Erika Buenfil
- Ilean Almaguer
- Irán Castillo
- Irene Azuela
- Jacqueline Andere
- Janet Arceo
- Karla Álvarez
- Katie Barberi
- Kelchie Arizmendi
- Lidia Ávila
- Lilia Aragón
- Liliana Barba
- Lorena Álvarez
- Luz María Aguilar
- María Aura
- María Luisa Alcalá
- Mariana Ávila
- Michelle Álvarez
- Michelle Arvizu
- Nora Cano
- Nuria Bages
- Patricia Acevedo
- Patricia Ancira
- Rocío Banquells
- Rosángela Balbó
- Rossy Aguirre
- Socorro Bonilla
- Sofía Castro
- Sophie Alexander
- Vanessa Andreu
- Yalitza Aparicio

### Advocades
- Antonia Jiménez Trava
- Delvim Fabiola Bárcenas
- Diana Bernal
- Ernestina Godoy Ramos
- Irma Cué Sarquis
- Lizbeth Gamboa Song
- Lorea Canales
- Marbella Ibarra
- Margarita García Flores
- María Ávila Serna
- María de los Ángeles Fromow
- María José Cristerna
- María Leoba Castañeda Rivas
- María Teresa Herrera
- Merilyn Gómez Pozos
- Mirna Camacho Pedrero
- Mónica García de la Fuente
- Yasmín Esquivel Mossa

### Arquitectes
- Beatriz Peschard
- Fernanda Canales
- Gabriela Carrillo
- Graciela Salicrup
- Guadalupe Worbis
- Laura Itzel Castillo
- Ruth Rivera Marín
- Sara Topelson de Grinberg
- Tatiana Bilbao
- Tonny Zwollo
- Viviana Agundiz

### Assassines
- Anna Villeda
- Claudia Mijangos
- Felícitas Sánchez Aguillón
- Flor Cazarín González
- Itzel Nayeli García Montaño
- Juana Barraza
- Magdalena Solís
- Maria Mercedes Martinez
- Melissa Calderon
- Monstre d'Ecatepec
- Sara Aldrete
- Silvia Meraz

### Ballarines
- Alma Cero
- Amalia Hernández
- Ana Cardus
- Ana Mérida
- Daniela Romo
- Elisa Carrillo Cabrera
- Eva Tessler
- Gabriela Rivero
- Gloria Campobello
- Gloria Contreras Roeniger
- Gloria Mestre
- Grace Renat
- Guillermina Bravo
- Josefina Lavalle
- Laura Zapata
- Lina Salomé
- Lola Yberri
- Lupe Vélez
- Otilia Larrañaga
- Thelma Madrigal
- Waldeen Falkenstein

### Cantants
- Alejandra Ávalos
- Alix Bauer
- Anna Ciocchetti
- Baby Bátiz
- Beatriz Adriana
- Brenda Bezares
- Cessy Casanova
- Consuelo Silva
- Daniela Castro
- Dora María
- Emily Cranz
- Érika Alcocer Luna
- Evangelina Elizondo
- Flor Amargo
- Irán Castillo
- Irma Dorantes
- Lila Deneken
- Lupita D'Alessio
- Majo Aguilar
- Mara Escalante
- María Chacón
- María Duval
- Mary Boquitas
- Natasha Dupeyrón
- Rosita Arenas
- Rosita Bouchot
- Sandra Echeverría
- Verónica Castro

### Ceramistes
- Amelia Abascal
- Esther Medina Hernández
- Felipa Hernandez Barragan
- Irma Peralta
- Josefina Aguilar
- Joy Laville
- Leonarda Estrella Laureano
- Margarita Cruz Sipuachi
- María de Jesús Nolasco Elías

### Cientítiques
- Alejandra Bravo
- Ana María López Colomé
- Brisa Sánchez
- Dení Ramírez Macías
- Esther Orozco
- Eva Ramón Gallegos
- Evangelina Villegas
- Helia Bravo Hollis
- Hortensia Soto
- Irasema Alcántara-Ayala
- Ivette Fuentes
- Julia Carabias Lillo
- Leticia Corral
- Liliana Quintanar Vera
- Margarita Nolasco Armas
- Mariana Matus
- Sandra Pascoe Ortiz
- Susana López Charretón
- Teresa Alonso-Rasgado
- Ynes Mexia

### Comediants
- Aida Pierce
- Alejandra Bogue
- Anabel Ferreira
- Andrea Ortega-Lee
- Angélica Vale
- Cessy Casanova
- Consuelo Duval
- Fannie Kauffman
- Galilea Montijo
- La Coacha
- Leonorilda Ochoa
- Lupe Vélez
- Mara Escalante
- María Alicia Delgado
- María Conesa
- María Elena Saldaña
- María Elena Velasco
- María Victoria
- Regina Torné
- Sheyla Tadeo

### Diplomàtiques
- Alicia Bárcena Ibarra
- Cecilia Soto González
- Claudia Romo Edelman
- Claudia Ruiz Massieu
- Dolores Jiménez Hernández
- Ifigenia Martínez y Hernández
- María de Lourdes Dieck-Assad
- Martha Lara
- Patricia Espinosa
- Rosario Castellanos
- Rosario Green
- Teresa García de Madero

### Empresàries
- Ana Recio Harvey
- Angélica Fuentes
- Bertha González Nieves
- Cristina Randall
- Dolores Olmedo
- Enedina Arellano Félix
- Eva Gonda de Rivera
- Gloria Guevara
- Idalia Ramos Rangel
- Lupita Jones
- María Asunción Aramburuzabala
- María Eugenia Casar
- Maria Gertrudis Barceló
- María José Cristerna
- Ophelia Pastrana
- Rosalinda González Valencia

### Època de la conquesta espanyola
- Beatriz Bermúdez de Velasco
- Beatriz González
- Beatriz de Palacios
- Isabel Moctezuma
- Isabel Rodríguez
- Juana Mansilla
- La Malinche
- Marina de la Caballería Eréndira
- María Estrada

### Època de la Revolució Mexicana
- Antonia Nava de Catalán
- Gertrudis Bocanegra
- Josefa Ortiz de Domínguez
- Leona Vicario
- Manuela Medina
- Maria Fermina Rivera
- María Luisa Martínez de García Rojas
- Rita Pérez de Moreno

### Escultores
- Amelia Abascal
- Beatriz Caso
- Deyanira África Melo
- Elizabeth Millioud
- Flor Minor
- Isabel Villaseñor
- Joy Laville
- Joyce de Guatemala
- María Elena Delgado
- Matusha Corkidi
- Mily Sidauy
- Pia Camil
- Yolanda Quijano
- Yvonne Domenge

### Esportistes
- Alejandra Cisneros
- Ana MaAdriana Hernández
- Ana Teresa Casas
- Andrea Becerra
- Anet Barrera
- Aurora Bretón
- Blanca Barrón
- Carolina Betancourt
- Cynthia Valdez
- Daniela Campuzano
- Elisa Pérez de las Heras
- Enriqueta Basilio
- Erika Clarke
- Esperanza Girón
- Francisca de Gutierrez
- Gabriela Bayardo
- Gilda Aranda
- Guadalupe Bautista
- Hilda Amezaga
- Irma Dorantes
- Jessica Bonilla
- Jessica Chávez
- Karen Villanuevaría Casas
- Katia Gutiérrez
- Kenia Enríquez
- Liliana Allen
- Linda Ochoa
- Lorena Arias
- Lucila Becerra
- Marcela Arroyo
- Marcia Arriaga
- Margarita Nava
- María Ballesteros
- Mariana Avitia
- Mariel Espinosa
- Marisela Arizmendi
- Marisela Cantú
- Marisol Bretón
- Martha Del Valle
- Mildred Maldonado
- Nadia Abdalá
- Nora Cardoza
- Norma Amezcua
- Olga Belmar
- Paulina Campos
- Rosario Briones
- Sandra del Castillo
- Silvia de Tapia
- Sofía Arreola
- Virginia Anchestegui
- Yesenia Gómez

### Fotògrafes
- Aliza Nisenbaum
- Ana Teresa Fernández
- Angélica Argüelles Kubli
- Angelina Beloff
- Antonieta Figueroa
- Carmen Mondragón
- Celia Calderón
- Consuelo González Salazar
- Elizabeth Millioud
- Eloísa Jiménez Gutiérrez
- Elsa Madrigal
- Esperanza Martínez
- Eva Laura Moraga
- Frida Kahlo
- Gloria Calero Sierra
- Graciela Abascal
- Guillermina Dulché
- Helen Bickham
- Ilse Gradwohl
- Irene Becerril
- Joy Laville
- Judith Gutiérrez
- Julia López
- Laura Elenes
- Leonora Carrington
- Lola Cueto
- Malú Block
- Maritza Morillas
- Myriam de la Riva
- Nancy Glenn-Nieto
- Olga Costa
- Olga Dondé
- Paula Lazos
- Pia Camil
- Rina Lazo
- Rocío Caballero
- Rosa Lie Johansson
- Rosario Cabrera
- Sarabel Möller
- Sofía Bassi
- Yolanda Cabrera

### Jutgesses
- Diana Bernal
- Margarita Beatriz Luna
- María Lavalle Urbina
- María Teresa Herrera
- Mireille Roccatti

### Models
- Aislinn Derbez
- Amina Blancarte
- Anastasia Acosta
- Angelique Boyer
- Aracely Arámbula
- Ariadne Díaz
- Brenda Bezares
- Carla Cardona
- Carmen Campuzano
- Claudia Álvarez
- Cynthia Duque
- Daniela Cosío
- Elsa Benítez
- Eugenia Cauduro
- Jackeline Arroyo
- Jacqueline Bracamontes
- Joana Benedek
- Laura Elizondo
- Liliana Domínguez
- Livia Brito
- Liza Echeverría
- Mariana Bayón
- Mariluz Bermúdez
- Marlene Favela
- Natalia Esperón
- Ninel Conde
- Paty Díaz
- Rebecca de Alba
- Sandra Destenave
- Wendy Braga

### Novel·listes
- Amparo Dávila
- Ana Clavel
- Anita Brenner
- Araceli Ardón
- Aurora Correa
- Bárbara Jacobs
- Carmen Amezcua
- Carmen Boullosa
- Cecilia Eudave
- Chloe Aridjis
- Dulce María González
- Elena Garro
- Eve Gil
- Francesca Gargallo
- Julieta Campos
- Laura Esquivel
- Leonora Carrington
- Lorea Canales
- Malú Huacuja del Toro
- Margarita López Portillo
- María Luisa Garza
- María Luisa Ocampo Heredia
- Marisol Ceh Moo
- Reyna Grande
- Zelá Brambillé

### Periodistes
- Ana María Alvarado
- Anabel Flores Salazar
- Anabel Hernández
- Anilú Elías
- Blanca Charolet
- Caridad Bravo Adams
- Carmen Aristegui
- Catalina D'Erzel
- Danielle Dithurbide
- Dulce María González
- Esperanza Brito de Martí
- Estela Jiménez Esponda
- Gabriela Frías
- Guadalupe Loaeza
- Gustavo Adolfo Infante
- Helen Kleinbort Krauze
- Lolita Ayala
- Lorea Canales
- Luisa Fernanda
- Lydia Cacho
- Marcela Del Río Reyes
- María Antonieta Collins
- María Isabella Cordero
- Maritza Lizeth Gallego Félix
- Miroslava Breach
- Pati Chapoy
- Shanik Berman
- Talina Fernández
- Tamara De Anda
- Valentina Alazraki
- Yolanda Figueroa

### Pianistes
- Alba Herrera y Ogazón
- Alicia Urreta
- Belinda Peregrín
- Betty Zanolli Fabila
- Consuelo Villalon Aleman
- Graciela Agudelo
- Lizzi Ceniceros
- Margot Rojas Mendoza
- Maria D'Luz
- Nadia Stankovich
- Salomé Herrera
- Sofía Cancino de Cuevas
- Tita Valencia

### Pintores
- Aliza Nisenbaum
- Ana Teresa Fernández
- Angélica Argüelles Kubli
- Angelina Beloff
- Antonieta Figueroa
- Carmen Mondragón
- Celia Calderón
- Consuelo González Salazar
- Elizabeth Millioud
- Eloísa Jiménez Gutiérrez
- Elsa Madrigal
- Esperanza Martínez
- Eva Laura Moraga
- Frida Kahlo
- Gloria Calero Sierra
- Graciela Abascal
- Guillermina Dulché
- Helen Bickham
- Ilse Gradwohl
- Irene Becerril
- Joy Laville
- Judith Gutiérrez
- Julia López
- Laura Elenes
- Leonora Carrington
- Lola Cueto
- Malú Block
- Maritza Morillas
- Myriam de la Riva
- Nancy Glenn-Nieto
- Olga Costa
- Olga Dondé
- Paula Lazos
- Pia Camil
- Rina Lazo
- Rocío Caballero
- Rosa Lie Johansson
- Rosario Cabrera
- Sarabel Möller
- Sofía Bassi
- Yolanda Cabrera

### Poetes
- Amparo Dávila
- Bárbara Jacobs
- Carmen Alardín
- Carmen Boullosa
- Coral Bracho
- Cristina Farfán
- Dulce María González
- Elizabeth Algrávez
- Elsa Cross
- Elva Macias
- Elvia Ardalani
- Francesca Gargallo
- Gabriela Brimmer
- Griselda Álvarez
- Juana Inés de la Cruz
- Lorea Canales
- Malva Flores
- Marcela Del Río Reyes
- Martha Madrigal
- Mimí Bechelani
- Minerva Bloom
- Nancy Cárdenas
- Pita Amor
- Rita Cetina Gutiérrez
- Rosario Castellanos
- Rossy Evelin Lima
- Rowena Bali
- Susana Chávez

### Polítiques
- Aleida Alavez Ruiz
- Alma Edwviges Alcaraz
- Ana Teresa Aranda
- Angélica Araujo Lara
- Aurora Aguilar Rodríguez
- Blanca Alcalá
- Brenda María Alvarado Sánchez
- Celita Alamilla
- Claudia Anaya Mota
- Claudia Elena Aguila
- Elsa Patricia Araujo
- Flor Añorve Ocampo
- Gabriela Aguilar García
- Hilda Anderson Nevárez
- Hortensia Aragón Castillo
- Irene Aragón Castillo
- Isabel Allende Cano
- Lilia Aguilar Gil
- Lourdes Alonso Flores
- Luisa María Alcalde Luján
- Luz Margarita Alba Contreras
- Margarita Arenas Guzmán
- María de Lourdes Amaya
- María Elena Álvarez Bernal
- María Elvia Amaya Araujo
- María Ester Alonzo Morales
- María Teresa Álvarez Vázquez
- Maribel Alva Olvera
- Martha Berenice Álvarez Tovar
- Micaela Aguilar González
- Patricia Aguilar García
- Rocío Abreu Artiñano
- Sheyla Aragón
- Silvia Álvarez Bruneliere
- Teresa Alcocer y Gasca
- Velia Aguilar Armendáriz
- Viviana Agundiz

### Químiques
- Alejandra Bravo
- Ana María López Colomé
- Esther Orozco
- Evangelina Villegas
- Liliana Quintanar Vera
- Susana López Charretón
- Tessy María López Goerne